# Economía de La Paz
La Economía del Departamento de La Paz es la segunda Economía de Bolivia, representando al 28,0 % del total de la producción en el país. En 2017, la economía Paceña contribuyó con alrededor de 10.604 millones de dólares al producto interno bruto nacional. El PIB per cápita Paceño se encuentra por encima del PIB per cápita promedio de Bolivia.
La economía paceña se compone de varios sectores como el sector primario, (agricultura), el sector secundario (industrial), el sector terciario (servicios), y finalmente los impuestos y derechos de importaciones.

## Producto interno bruto (PIB)
A nivel nacional, la economía del Departamento de La Paz es una de las más grandes e importantes economías de Bolivia ocupando el segundo lugar. El PIB paceño aporta con el 28,07 % a la Economía total de Bolivia. 
| Departamentos de Bolivia según el tamaño de su Economía PIB (Producto interno bruto) en 2017 | Departamentos de Bolivia según el tamaño de su Economía PIB (Producto interno bruto) en 2017 | Departamentos de Bolivia según el tamaño de su Economía PIB (Producto interno bruto) en 2017 | Departamentos de Bolivia según el tamaño de su Economía PIB (Producto interno bruto) en 2017 | Departamentos de Bolivia según el tamaño de su Economía PIB (Producto interno bruto) en 2017 |
| Posición                                                                                     | Departamento                                                                                 | PIB 2017                                                                                     | PIB 2016                                                                                     | PIB 2015                                                                                     |
| -------------------------------------------------------------------------------------------- | -------------------------------------------------------------------------------------------- | -------------------------------------------------------------------------------------------- | -------------------------------------------------------------------------------------------- | -------------------------------------------------------------------------------------------- |
| 1.º                                                                                          | Santa Cruz                                                                                   | US$ 10.848 millones                                                                          | US$ 9.893 millones                                                                           | US$ 9.478 millones                                                                           |
| 2.º                                                                                          | La Paz                                                                                       | US$ 10.604 millones                                                                          | US$ 9.518 millones                                                                           | US$ 8.919 millones                                                                           |
| 3.º                                                                                          | Cochabamba                                                                                   | US$ 5.596 millones                                                                           | US$ 5.287 millones                                                                           | US$ 4.994 millones                                                                           |
|                                                                                              |                                                                                              |                                                                                              |                                                                                              |                                                                                              |
| 4.º                                                                                          | Tarija                                                                                       | US$ 3.030 millones                                                                           | US$ 2.744 millones                                                                           | US$ 3.581 millones                                                                           |
| 5.º                                                                                          | Potosí                                                                                       | US$ 2.484 millones                                                                           | US$ 2.105 millones                                                                           | US$ 1.835 millones                                                                           |
| 6.º                                                                                          | Oruro                                                                                        | US$ 1.999 millones                                                                           | US$ 1.670 millones                                                                           | US$ 1.568 millones                                                                           |
|                                                                                              |                                                                                              |                                                                                              |                                                                                              |                                                                                              |
| 7.º                                                                                          | Chuquisaca                                                                                   | US$ 1.874 millones                                                                           | US$ 1.714 millones                                                                           | US$ 1.711 millones                                                                           |
| 8.º                                                                                          | Beni                                                                                         | US$ 1.004 millones                                                                           | US$ 943 millones                                                                             | US$ 860 millones                                                                             |
| 9.º                                                                                          | Pando                                                                                        | US$ 339 millones                                                                             | US$ 310 millones                                                                             | US$ 292 millones                                                                             |
| Total                                                                                        | Bolivia                                                                                      | US$ 37.782 millones                                                                          | US$ 34.188 millones                                                                          | US$ 33.240 millones                                                                          |
| Fuente: Instituto Nacional de Estadística de Bolivia INE (2018)                              |                                                                                              |                                                                                              |                                                                                              |                                                                                              |

## PIB per cápita
El PIB per cápita del Departamento de La Paz se encuentra en un buen lugar ocupando el tercer puesto por encima del promedio de Bolivia. 
| Departamentos de Bolivia por riqueza promedio de habitante (Producto interno bruto per cápita) en 2017 | Departamentos de Bolivia por riqueza promedio de habitante (Producto interno bruto per cápita) en 2017 | Departamentos de Bolivia por riqueza promedio de habitante (Producto interno bruto per cápita) en 2017 | Departamentos de Bolivia por riqueza promedio de habitante (Producto interno bruto per cápita) en 2017 | Departamentos de Bolivia por riqueza promedio de habitante (Producto interno bruto per cápita) en 2017 |
| Posición                                                                                               | Departamento                                                                                           | PIB per Cápita 2017                                                                                    | PIB per Cápita 2016                                                                                    | PIB per Cápita 2015                                                                                    |
| --- | --- | --- | --- | --- |
| 1.º | Tarija                                                                                                 | US$ 5.477 Dólares                                                                                      | US$ 5.051 Dólares                                                                                      | US$ 6.714 Dólares                                                                                      |
| 2.º | Oruro                                                                                                  | US$ 3.760 Dólares                                                                                      | US$ 3.178 Dólares                                                                                      | US$ 3.019 Dólares                                                                                      |
| 3.º | La Paz                                                                                                 | US$ 3.705 Dólares                                                                                      | US$ 3.349 Dólares                                                                                      | US$ 3.160 Dólares                                                                                      |
| | | | | |
| 4.º | Santa Cruz                                                                                             | US$ 3.442 Dólares                                                                                      | US$ 3.214 Dólares                                                                                      | US$ 3.154 Dólares                                                                                      |
| 5.º | Chuquisaca                                                                                             | US$ 3.017 Dólares                                                                                      | US$ 2.783 Dólares                                                                                      | US$ 2.801 Dólares                                                                                      |
| 6.º | Cochabamba                                                                                             | US$ 2.879 Dólares                                                                                      | US$ 2.760 Dólares                                                                                      | US$ 2.645 Dólares                                                                                      |
| | | | | |
| 7.º | Potosí                                                                                                 | US$ 2.821 Dólares                                                                                      | US$ 2.410 Dólares                                                                                      | US$ 2.116 Dólares                                                                                      |
| 8.º | Pando                                                                                                  | US$ 2.442 Dólares                                                                                      | US$ 2.317 Dólares                                                                                      | US$ 2.266 Dólares                                                                                      |
| 9.º | Beni                                                                                                   | US$ 2.173 Dólares                                                                                      | US$ 2.069 Dólares                                                                                      | US$ 1.914 Dólares                                                                                      |
| Total                                                                                                  | Bolivia                                                                                                | US$ 3.390 Dólares                                                                                      | US$ 3.112 Dólares                                                                                      | US$ 3.071 Dólares                                                                                      |
| Fuente: Instituto Nacional de Estadística de Bolivia INE (2018)                                        | | | | |

## Crecimiento económico anual de La Paz
Crecimiento anual del PIB del Departamento de La Paz 

## Agricultura

### Producción de Cereales
El Departamento de La Paz produjo alrededor de 71 550 toneladas de cereales en 2022. 
| Producción de Cereales del Departamento de La Paz | Producción de Cereales del Departamento de La Paz | Producción de Cereales del Departamento de La Paz |
| Puesto (2022)                                     | Producto                                          | Producción en Toneladas (2022)                    |
| ------------------------------------------------- | ------------------------------------------------- | ------------------------------------------------- |
| 1°                                                | Maíz en Grano                                     | 20 790 toneladas                                  |
| 2°                                                | Cebada en Grano                                   | 18 347 toneladas                                  |
| 3°                                                | Arroz con Cáscara                                 | 13 688 toneladas                                  |
| 4°                                                | Avena                                             | 10 249 toneladas                                  |
| 5°                                                | Quinua                                            | 5 860 toneladas                                   |
| 6°                                                | Trigo                                             | 2 091 toneladas                                   |
| 7°                                                | Cañahua                                           | 463 toneladas                                     |
| 8°                                                | Sorgo en Grano                                    | 60 toneladas                                      |
| 9°                                                | Centeno                                           | 1 tonelada                                        |
| TOTAL                                             | CEREALES                                          | 71 550 toneladas                                  |

### Producción de Estimulantes
| Producción de Estimulantes del Departamento de La Paz | Producción de Estimulantes del Departamento de La Paz | Producción de Estimulantes del Departamento de La Paz |
| Puesto (2022)                                         | Producto                                              | Producción en Toneladas (2022)                        |
| ----------------------------------------------------- | ----------------------------------------------------- | ----------------------------------------------------- |
| 1°                                                    | Café                                                  | 22 323 toneladas                                      |
| 2°                                                    | Cacao                                                 | 4 744 toneladas                                       |
| 3°                                                    | Té                                                    | 1 004 toneladas                                       |
| TOTAL                                                 | ESTIMULANTES                                          | 28 071 toneladas                                      |

### Producción de Frutas

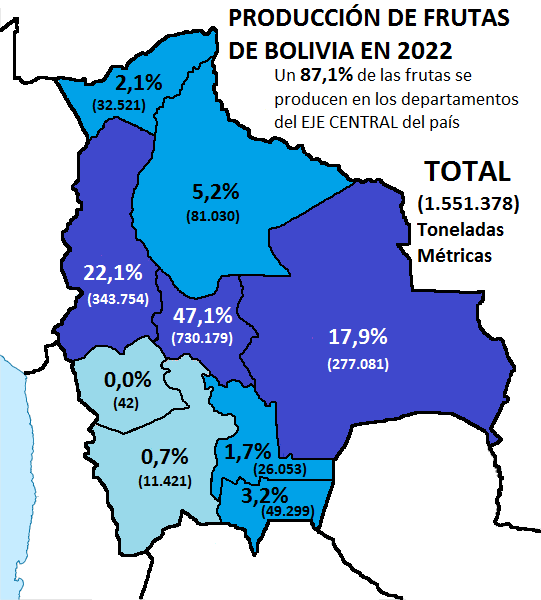
Producción de frutas en Bolivia por departamentos durante el año 2022.

| PRODUCCIÓN DE FRUTAS DEL DEPARTAMENTO DE LA PAZ | PRODUCCIÓN DE FRUTAS DEL DEPARTAMENTO DE LA PAZ | PRODUCCIÓN DE FRUTAS DEL DEPARTAMENTO DE LA PAZ | PRODUCCIÓN DE FRUTAS DEL DEPARTAMENTO DE LA PAZ | PRODUCCIÓN DE FRUTAS DEL DEPARTAMENTO DE LA PAZ | PRODUCCIÓN DE FRUTAS DEL DEPARTAMENTO DE LA PAZ |
| Puesto (2022)                                   | Producto                                        | Producción en Toneladas (2022)                  | Puesto (2022)                                   | Producto                                        | Producción en Toneladas (2022)                  |
| ----------------------------------------------- | ----------------------------------------------- | ----------------------------------------------- | ----------------------------------------------- | ----------------------------------------------- | ----------------------------------------------- |
| 1°                                              | Plátano                                         | 104 828 toneladas                               | 13°                                             | Tuna                                            | 1 279 toneladas                                 |
| 2°                                              | Banano                                          | 75 080 toneladas                                | 14°                                             | Limón                                           | 996 toneladas                                   |
| 3°                                              | Naranja                                         | 73 487 toneladas                                | 15°                                             | Uva                                             | 966 toneladas                                   |
| 4°                                              | Mandarina                                       | 40 081 toneladas                                | 16°                                             | Chirimoya                                       | 920 toneladas                                   |
| 5°                                              | Durazno                                         | 12 451 toneladas                                | 17°                                             | Ciruelo                                         | 834 toneladas                                   |
| 6°                                              | Papaya                                          | 9 431 toneladas                                 | 18°                                             | Toronja                                         | 635 toneladas                                   |
| 7°                                              | Palta                                           | 7 175 toneladas                                 | 19°                                             | Higo                                            | 518 toneladas                                   |
| 8°                                              | Mango                                           | 7 167 toneladas                                 | 20°                                             | Manzana                                         | 166 toneladas                                   |
| 9°                                              | Lima                                            | 2 841 toneladas                                 | 21°                                             | Frutilla                                        | 22 toneladas                                    |
| 10°                                             | Piña                                            | 1 862 toneladas                                 | 22°                                             | Membrillo                                       | 6 toneladas                                     |
| 11°                                             | Pera                                            | 1 599 toneladas                                 | 23°                                             | Guinda                                          | 0 toneladas                                     |
| 12°                                             | Sandia                                          | 1 408 toneladas                                 | TOTAL                                           | FRUTAS                                          | 343 754 toneladas                               |

PRODUCCIÓN DE FRUTAS DEL DEPARTAMENTO DE LA PAZ EN TONELADAS MÉTRICAS
Fuente: Instituto Nacional de Estadística de Bolivia

### Producción de Hortalizas
| Producción de Frutas del Departamento de La Paz | Producción de Frutas del Departamento de La Paz | Producción de Frutas del Departamento de La Paz |
| Puesto (2022)                                   | Producto                                        | Producción en Toneladas (2022)                  |
| ----------------------------------------------- | ----------------------------------------------- | ----------------------------------------------- |
| 1°                                              | Tomate                                          | 11 624 toneladas                                |
| 2°                                              | Choclo                                          | 11 043 toneladas                                |
| 3°                                              | Haba                                            | 9 093 toneladas                                 |
| 4°                                              | Mandarina                                       | 40 081 toneladas                                |
| 5°                                              | Durazno                                         | 12 451 toneladas                                |
| 6°                                              | Papaya                                          | 9 431 toneladas                                 |
| 7°                                              | Palta                                           | 7 175 toneladas                                 |
| 8°                                              | Mango                                           | 7 167 toneladas                                 |
| 9°                                              | Lima                                            | 2 841 toneladas                                 |
| 10°                                             | Piña                                            | 1 862 toneladas                                 |
| 11°                                             | Pera                                            | 1 599 toneladas                                 |
| 12°                                             | Sandia                                          | 1 408 toneladas                                 |
| 13°                                             | Tuna                                            | 1 279 toneladas                                 |
| 14°                                             | Limón                                           | 996 toneladas                                   |
| 15°                                             | Uva                                             | 966 toneladas                                   |
| 16°                                             | Chirimoya                                       | 920 toneladas                                   |
| 17°                                             | Ciruelo                                         | 834 toneladas                                   |
| 18°                                             | Toronja                                         | 635 toneladas                                   |
| 19°                                             | Higo                                            | 518 toneladas                                   |
| 20°                                             | Manzana                                         | 166 toneladas                                   |
| 21°                                             | Frutilla                                        | 22 toneladas                                    |
| 23°                                             | Membrillo                                       | 6 toneladas                                     |
| 24°                                             | Guinda                                          | 0 toneladas                                     |
| TOTAL                                           | HORTALIZAS                                      | 343 754 toneladas                               |

## PIB por sectores

### Sector Primario

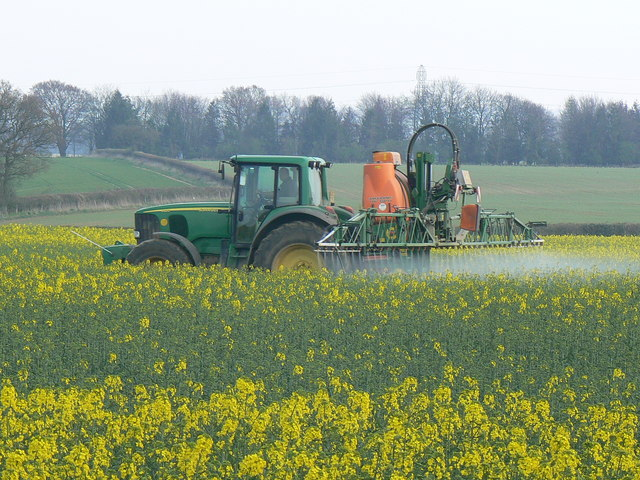
Agricultura.

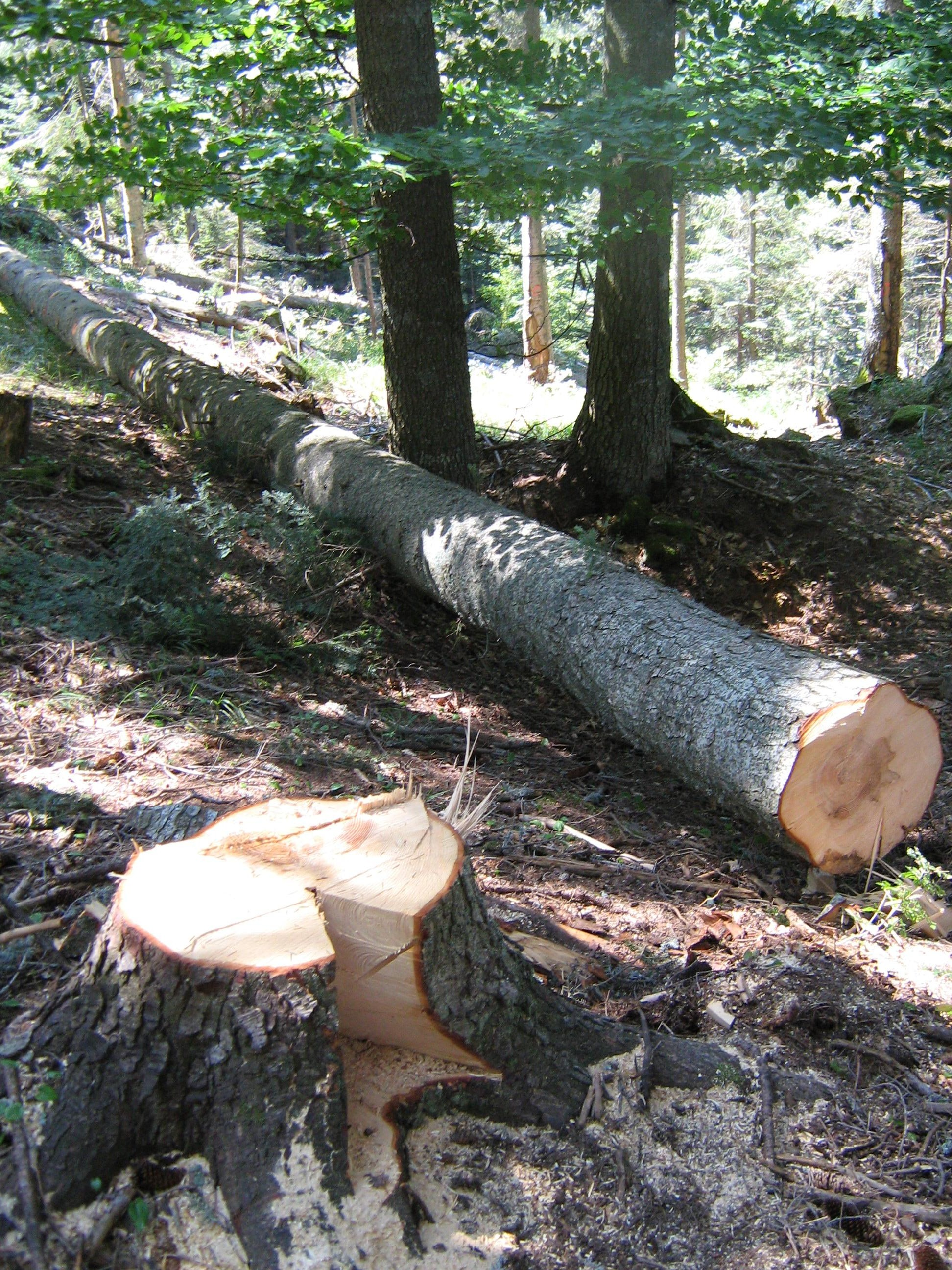
Silvicultura.

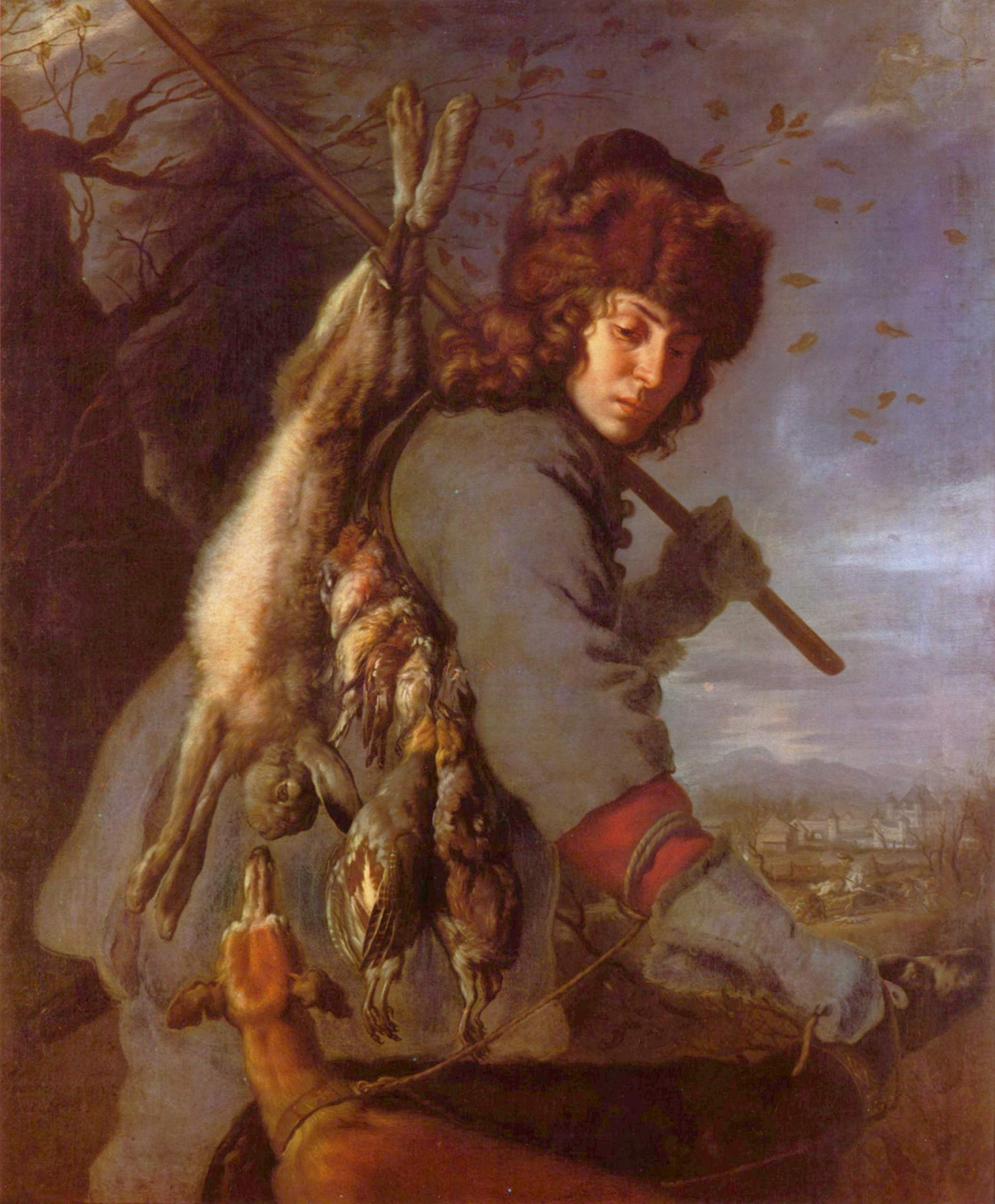
Caza.Hombre del año 1642 después de cazar

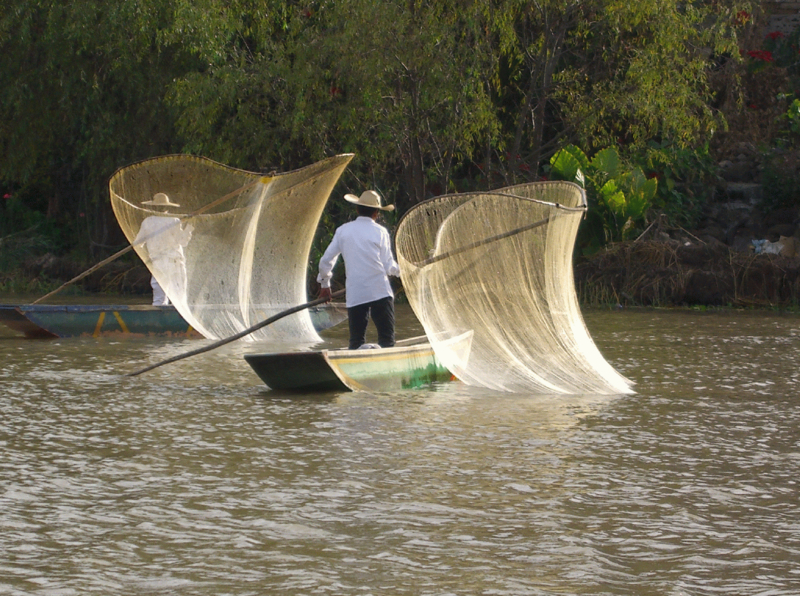
Pesca. Hombre pescando en el río.

#### Agricultura, Silvicultura, Caza y Pesca
| Evolución histórica de la Agricultura Silvicultura, Caza y Pesca en el Departamento de La Paz | Evolución histórica de la Agricultura Silvicultura, Caza y Pesca en el Departamento de La Paz | Evolución histórica de la Agricultura Silvicultura, Caza y Pesca en el Departamento de La Paz | Evolución histórica de la Agricultura Silvicultura, Caza y Pesca en el Departamento de La Paz | Evolución histórica de la Agricultura Silvicultura, Caza y Pesca en el Departamento de La Paz | Evolución histórica de la Agricultura Silvicultura, Caza y Pesca en el Departamento de La Paz | Evolución histórica de la Agricultura Silvicultura, Caza y Pesca en el Departamento de La Paz |
| Año                                                                                           | En Bolivianos                                                                                 | Crecimiento %                                                                                 | % del PIB                                                                                     | Año                                                                                           | En Dólares                                                                                    | Tipo de cambio                                                                                |
| --------------------------------------------------------------------------------------------- | --------------------------------------------------------------------------------------------- | --------------------------------------------------------------------------------------------- | --------------------------------------------------------------------------------------------- | --------------------------------------------------------------------------------------------- | --------------------------------------------------------------------------------------------- | --------------------------------------------------------------------------------------------- |
| 1988                                                                                          | Bs 253.200.000                                                                                | Sin cambios                                                                                   | 8,43                                                                                          | 1988                                                                                          | US$ 107.744.680                                                                               | 1 US$ = 2,35 Bs                                                                               |
| 1989                                                                                          | Bs 276.195.000                                                                                | -3,23 %                                                                                       | 7,88                                                                                          | 1989                                                                                          | US$ 103.057.835                                                                               | 1 US$ = 2,68 Bs                                                                               |
| 1990                                                                                          | Bs 329.453.000                                                                                | 2,20 %                                                                                        | 7,91                                                                                          | 1990                                                                                          | US$ 104.257.278                                                                               | 1 US$ = 3,16 Bs                                                                               |
| 1991                                                                                          | Bs 412.544.000                                                                                | -9,19 %                                                                                       | 7,87                                                                                          | 1991                                                                                          | US$ 115.558.543                                                                               | 1 US$ = 3,57 Bs                                                                               |
| 1992                                                                                          | Bs 448.347.000                                                                                | -1,08 %                                                                                       | 7,24                                                                                          | 1992                                                                                          | US$ 115.256.298                                                                               | 1 US$ = 3,89 Bs                                                                               |
| 1993                                                                                          | Bs 491.427.000                                                                                | 1,94 %                                                                                        | 7,01                                                                                          | 1993                                                                                          | US$ 115.358.450                                                                               | 1 US$ = 4,26 Bs                                                                               |
| 1994                                                                                          | Bs 579.469.000                                                                                | 3,70 %                                                                                        | 7,23                                                                                          | 1994                                                                                          | US$ 125.698.264                                                                               | 1 US$ = 4,61 Bs                                                                               |
| 1995                                                                                          | Bs 648.800.000                                                                                | -1,34 %                                                                                       | 6,82                                                                                          | 1995                                                                                          | US$ 135.448.851                                                                               | 1 US$ = 4,79 Bs                                                                               |
| 1996                                                                                          | Bs 699.145.000                                                                                | 1,53 %                                                                                        | 6,33                                                                                          | 1996                                                                                          | US$ 137.898.422                                                                               | 1 US$ = 5,07 Bs                                                                               |
| 1997                                                                                          | Bs 814.705.000                                                                                | 7,86 %                                                                                        | 7,03                                                                                          | 1997                                                                                          | US$ 155.478.053                                                                               | 1 US$ = 5,24 Bs                                                                               |
| 1998                                                                                          | Bs 821.627.000                                                                                | -0,17 %                                                                                       | 6,87                                                                                          | 1998                                                                                          | US$ 149.386.727                                                                               | 1 US$ = 5,50 Bs                                                                               |
| 1999                                                                                          | Bs 1.011.902.000                                                                              | 4,84 %                                                                                        | 8,09                                                                                          | 1999                                                                                          | US$ 174.465.862                                                                               | 1 US$ = 5,80 Bs                                                                               |
| 2000                                                                                          | Bs 1.130.873.000                                                                              | 1,16 %                                                                                        | 8,48                                                                                          | 2000                                                                                          | US$ 183.285.737                                                                               | 1 US$ = 6,17 Bs                                                                               |
| 2001                                                                                          | Bs 1.183.319.000                                                                              | -0,11 %                                                                                       | 8,74                                                                                          | 2001                                                                                          | US$ 179.562.822                                                                               | 1 US$ = 6,59 Bs                                                                               |
| 2002                                                                                          | Bs 1.227.023.000                                                                              | 2,47 %                                                                                        | 8,43                                                                                          | 2002                                                                                          | US$ 171.611.608                                                                               | 1 US$ = 7,15 Bs                                                                               |
| 2003                                                                                          | Bs 1.246.881.000                                                                              | 1,19 %                                                                                        | 7,82                                                                                          | 2003                                                                                          | US$ 163.204.319                                                                               | 1 US$ = 7,64 Bs                                                                               |
| 2004                                                                                          | Bs 1.415.893.000                                                                              | 2,27 %                                                                                        | 8,18                                                                                          | 2004                                                                                          | US$ 178.774.368                                                                               | 1 US$ = 7,92 Bs                                                                               |
| 2005                                                                                          | Bs 1.299.666.000                                                                              | 1,31 %                                                                                        | 6,88                                                                                          | 2005                                                                                          | US$ 161.650.000                                                                               | 1 US$ = 8,04 Bs                                                                               |
| 2006                                                                                          | Bs 1.472.530.000                                                                              | 3,75 %                                                                                        | 6,67                                                                                          | 2006                                                                                          | US$ 184.991.206                                                                               | 1 US$ = 7,96 Bs                                                                               |
| 2007                                                                                          | Bs 1.651.609.000                                                                              | 1,63 %                                                                                        | 6,53                                                                                          | 2007                                                                                          | US$ 212.016.559                                                                               | 1 US$ = 7,79 Bs                                                                               |
| 2008                                                                                          | Bs 2.022.247.000                                                                              | 2,27 %                                                                                        | 6,83                                                                                          | 2008                                                                                          | US$ 281.650.000                                                                               | 1 US$ = 7,18 Bs                                                                               |
| 2009                                                                                          | Bs 2.243.184.000                                                                              | 2,84 %                                                                                        | 7,32                                                                                          | 2009                                                                                          | US$ 322.296.551                                                                               | 1 US$ = 6,96 Bs                                                                               |
| 2010                                                                                          | Bs 2.405.325.000                                                                              | 1,84 %                                                                                        | 6,94                                                                                          | 2010                                                                                          | US$ 345.592.672                                                                               | 1 US$ = 6,96 Bs                                                                               |
| 2011                                                                                          | Bs 2.759.481.000                                                                              | 3,12 %                                                                                        | 6,56                                                                                          | 2011                                                                                          | US$ 401.087.354                                                                               | 1 US$ = 6,88 Bs                                                                               |
| 2012                                                                                          | Bs 3.098.277.000                                                                              | 2,71 %                                                                                        | 6,57                                                                                          | 2012                                                                                          | US$ 451.643.877                                                                               | 1 US$ = 6,86 Bs                                                                               |
| 2013                                                                                          | Bs 3.510.971.000                                                                              | 0,16 %                                                                                        | 6,64                                                                                          | 2013                                                                                          | US$ 511.803.352                                                                               | 1 US$ = 6,86 Bs                                                                               |
| 2014                                                                                          | Bs 3.731.631.000                                                                              | 3,17 %                                                                                        | 6,49                                                                                          | 2014                                                                                          | US$ 543.969.533                                                                               | 1 US$ = 6,86 Bs                                                                               |
| 2015                                                                                          | Bs 4.041.644.000                                                                              | 2,28 %                                                                                        | 6,61                                                                                          | 2015                                                                                          | US$ 589.160.932                                                                               | 1 US$ = 6,86 Bs                                                                               |
| 2016                                                                                          | Bs 4.553.470.000                                                                              | 2,39 %                                                                                        | 6,97                                                                                          | 2016                                                                                          | US$ 663.771.137                                                                               | 1 US$ = 6,86 Bs                                                                               |
| 2017                                                                                          | Bs 5.053.668.000                                                                              | 3,76 %                                                                                        | 6,95                                                                                          | 2017                                                                                          | US$ 736.686.297                                                                               | 1 US$ = 6,86 Bs                                                                               |
| Fuente:Instituto Nacional de Estadística de Bolivia (INE) (2018)                              | Fuente:Instituto Nacional de Estadística de Bolivia (INE) (2018)                              | Fuente:Instituto Nacional de Estadística de Bolivia (INE) (2018)                              | Fuente:Instituto Nacional de Estadística de Bolivia (INE) (2018)                              | Fuente: Instituto Nacional de Estadística de Bolivia (INE) (2018)                             | Fuente: Instituto Nacional de Estadística de Bolivia (INE) (2018)                             | Fuente: Instituto Nacional de Estadística de Bolivia (INE) (2018)                             |

| División del Área de Agricultura, Silvicultura, Caza y Pesca en el Departamento de Pando en 2017 | División del Área de Agricultura, Silvicultura, Caza y Pesca en el Departamento de Pando en 2017 | División del Área de Agricultura, Silvicultura, Caza y Pesca en el Departamento de Pando en 2017 | División del Área de Agricultura, Silvicultura, Caza y Pesca en el Departamento de Pando en 2017 |
| Posición                                                                                         | Actividad Económica                                                                              | Producción En Bolivianos                                                                         | Producción En dólares                                                                            |
| ------------------------------------------------------------------------------------------------ | ------------------------------------------------------------------------------------------------ | ------------------------------------------------------------------------------------------------ | ------------------------------------------------------------------------------------------------ |
| 1.º                                                                                              | Silvicultura, Caza y Pesca                                                                       | Bs 173.865.000                                                                                   | US$ 25.344.752                                                                                   |
| 2.º                                                                                              | Productos Agrícolas No Industriales                                                              | Bs 3.486.091.000                                                                                 | US$ 508.176.530                                                                                  |
| 3.º                                                                                              | Productos Pecuarios                                                                              | Bs 418.485.000                                                                                   | US$ 61.003.644                                                                                   |
| 4.º                                                                                              | Productos Agrícolas Industriales                                                                 | Bs 7.167.000                                                                                     | US$ 1.044.752                                                                                    |
| 5.º                                                                                              | Coca                                                                                             | Bs 968.060.000                                                                                   | US$ 141.116.618                                                                                  |
| Total                                                                                            | Agricultura, Silvicultura, Caza y Pesca                                                          | Bs 5.053.668.000                                                                                 | US$ 736.686.297                                                                                  |
| Fuente: Instituto Nacional de Estadística de Bolivia INE (2018)                                  |                                                                                                  |                                                                                                  |                                                                                                  |

| Departamentos de Bolivia por producción de Agricultura, Silvicultura, Caza y Pesca en 2017 | Departamentos de Bolivia por producción de Agricultura, Silvicultura, Caza y Pesca en 2017 | Departamentos de Bolivia por producción de Agricultura, Silvicultura, Caza y Pesca en 2017 | Departamentos de Bolivia por producción de Agricultura, Silvicultura, Caza y Pesca en 2017 | Departamentos de Bolivia por producción de Agricultura, Silvicultura, Caza y Pesca en 2017 |
| Posición                                                                                   | Departamento                                                                               | Producción En Bolivianos                                                                   | Producción En dólares                                                                      | % de su PIB                                                                                |
| ------------------------------------------------------------------------------------------ | ------------------------------------------------------------------------------------------ | ------------------------------------------------------------------------------------------ | ------------------------------------------------------------------------------------------ | ------------------------------------------------------------------------------------------ |
| 1.º                                                                                        | Santa Cruz                                                                                 | Bs 12.812 millones                                                                         | US$ 1.867 millones                                                                         | 17,22                                                                                      |
| 2.º                                                                                        | La Paz                                                                                     | Bs 5.053 millones                                                                          | US$ 736 millones                                                                           | 6,95                                                                                       |
| 3.º                                                                                        | Cochabamba                                                                                 | Bs 3.935 millones                                                                          | US$ 573 millones                                                                           | 10,25                                                                                      |
| 4.º                                                                                        | Chuquisaca                                                                                 | Bs 2.060 millones                                                                          | US$ 300 millones                                                                           | 16,02                                                                                      |
| 5.º                                                                                        | Beni                                                                                       | Bs 1.931 millones                                                                          | US$ 281 millones                                                                           | 28,05                                                                                      |
| 6.º                                                                                        | Potosí                                                                                     | Bs 1.631 millones                                                                          | US$ 237 millones                                                                           | 9,57                                                                                       |
| 7.º                                                                                        | Tarija                                                                                     | Bs 1.357 millones                                                                          | US$ 197 millones                                                                           | 6,53                                                                                       |
| 8.º                                                                                        | Oruro                                                                                      | Bs 643 millones                                                                            | US$ 93 millones                                                                            | 4,69                                                                                       |
| 9.º                                                                                        | Pando                                                                                      | Bs 611 millones                                                                            | US$ 89 millones                                                                            | 26,24                                                                                      |
| Total                                                                                      | Bolivia                                                                                    | Bs 30.037 millones                                                                         | US$ 4.378 millones                                                                         | 11,60                                                                                      |
| Fuente: Instituto Nacional de Estadística de Bolivia INE (2018)                            |                                                                                            |                                                                                            |                                                                                            |                                                                                            |

### Sector Secundario

#### Extracción de Minas y Canteras

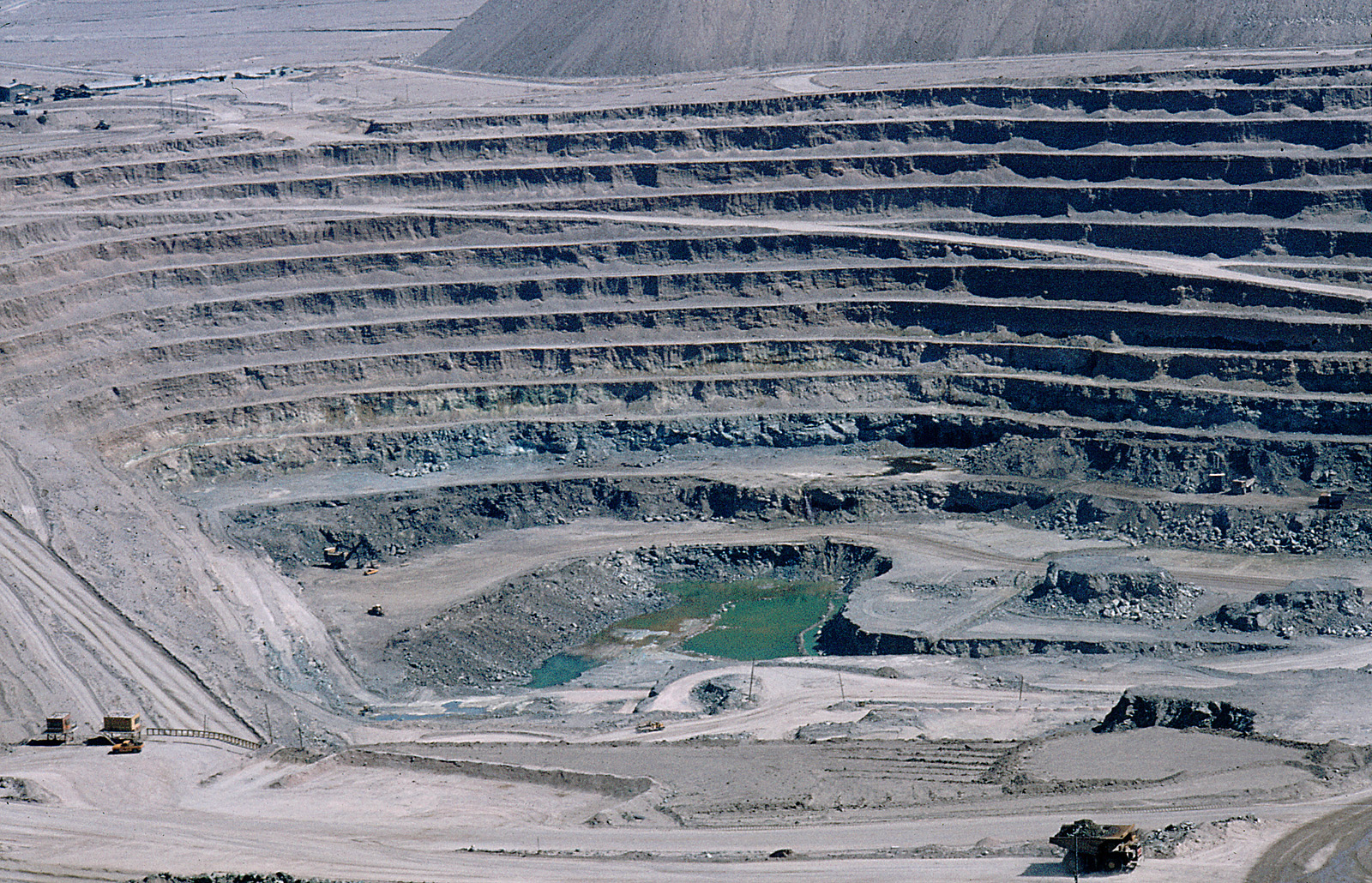
Cantera. Vista de una Mina a cielo abierto.

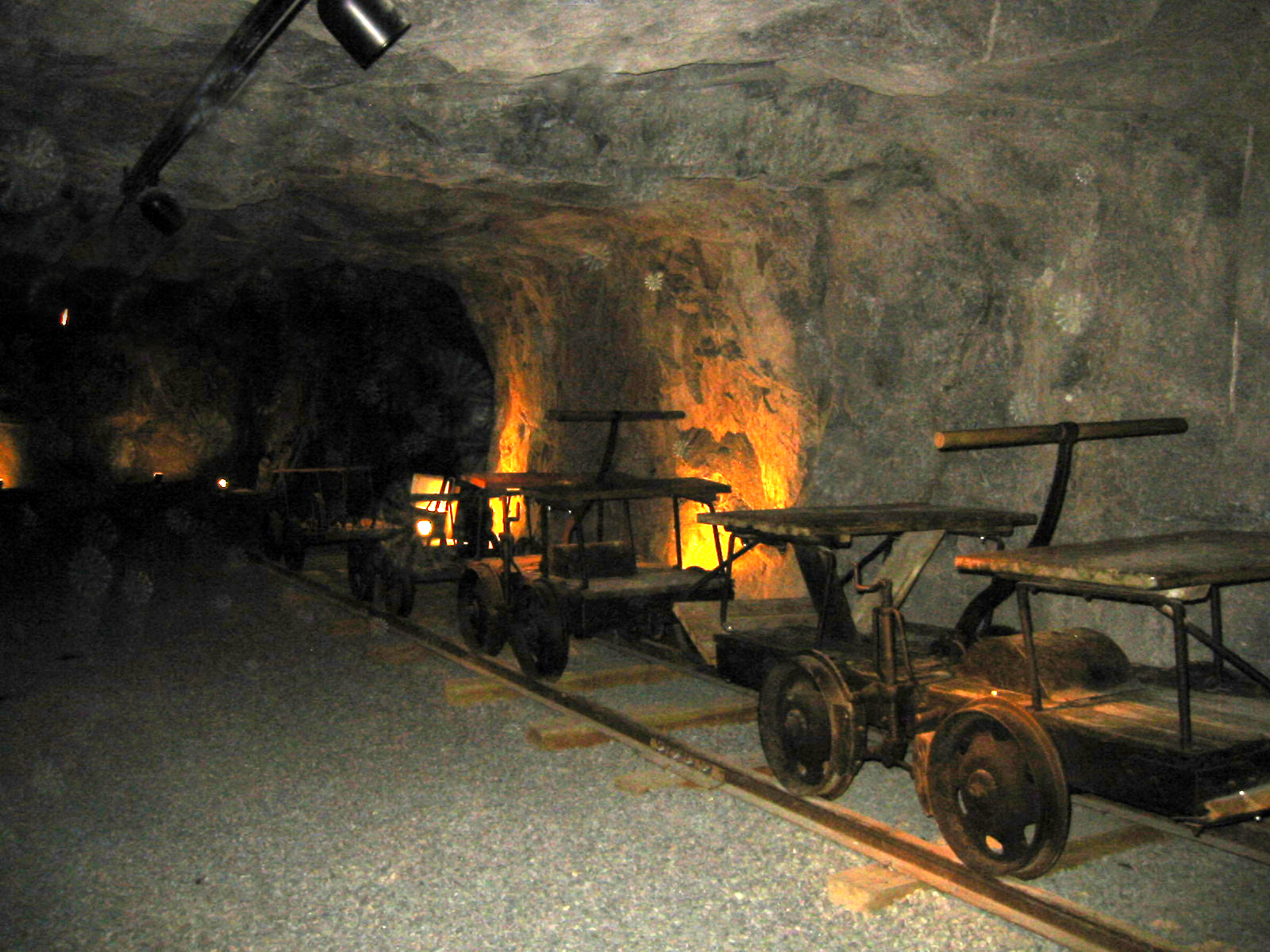
Vista de una Mina Subterránea.

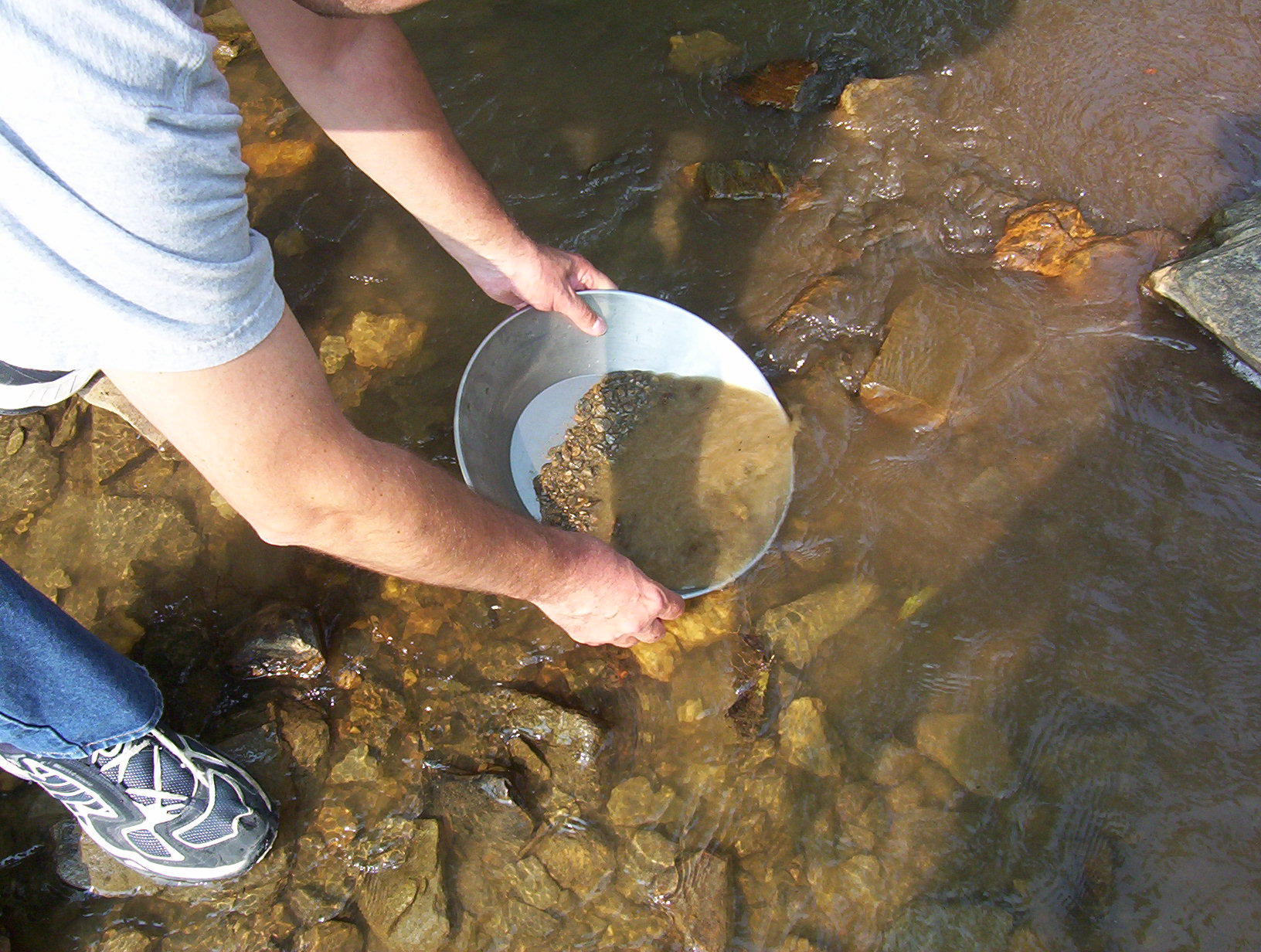
Oro. Hombre buscando oro en un río, denominado también como la Minería de oro.

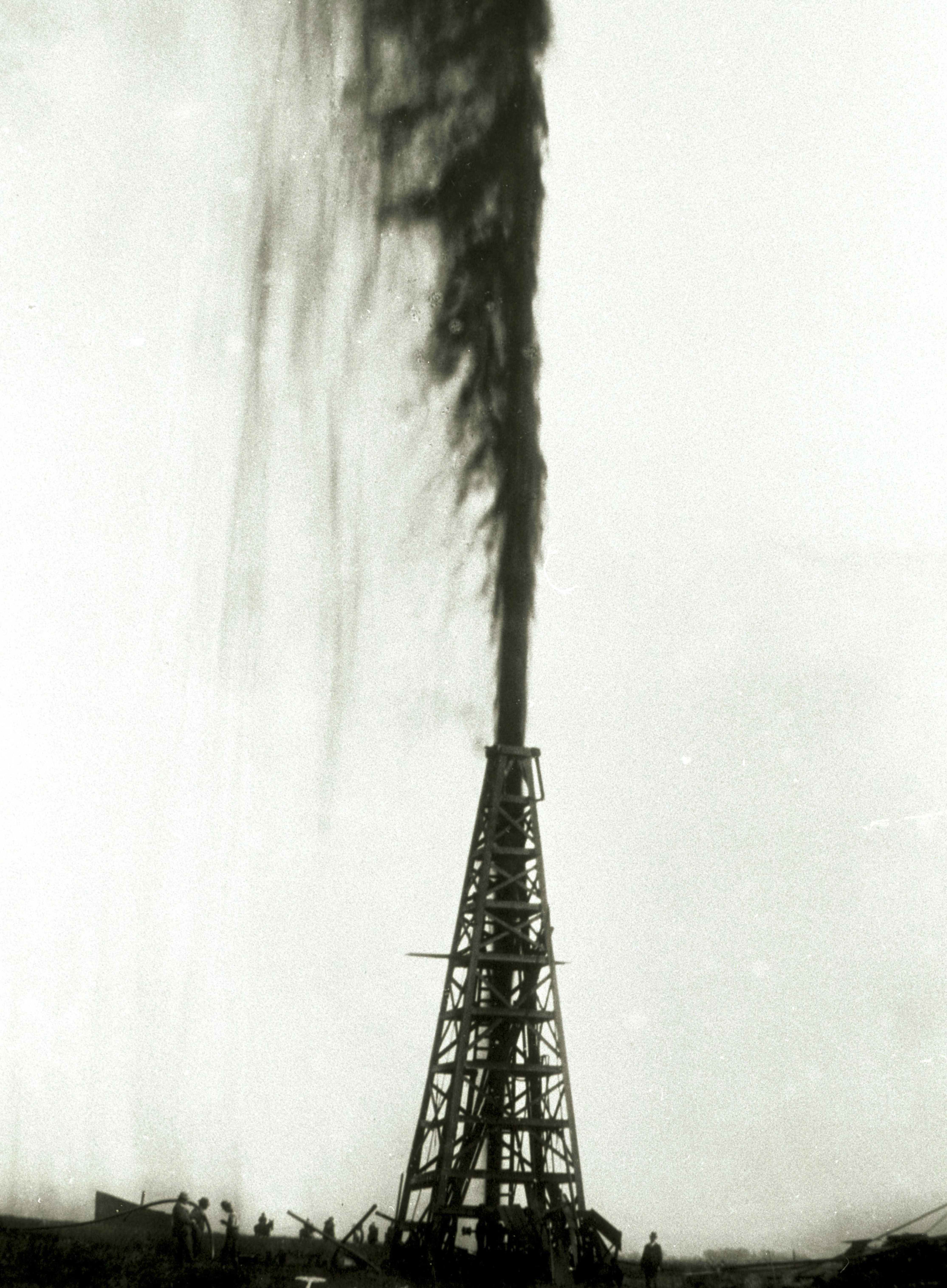
Producción de Petróleo mediante la explotación

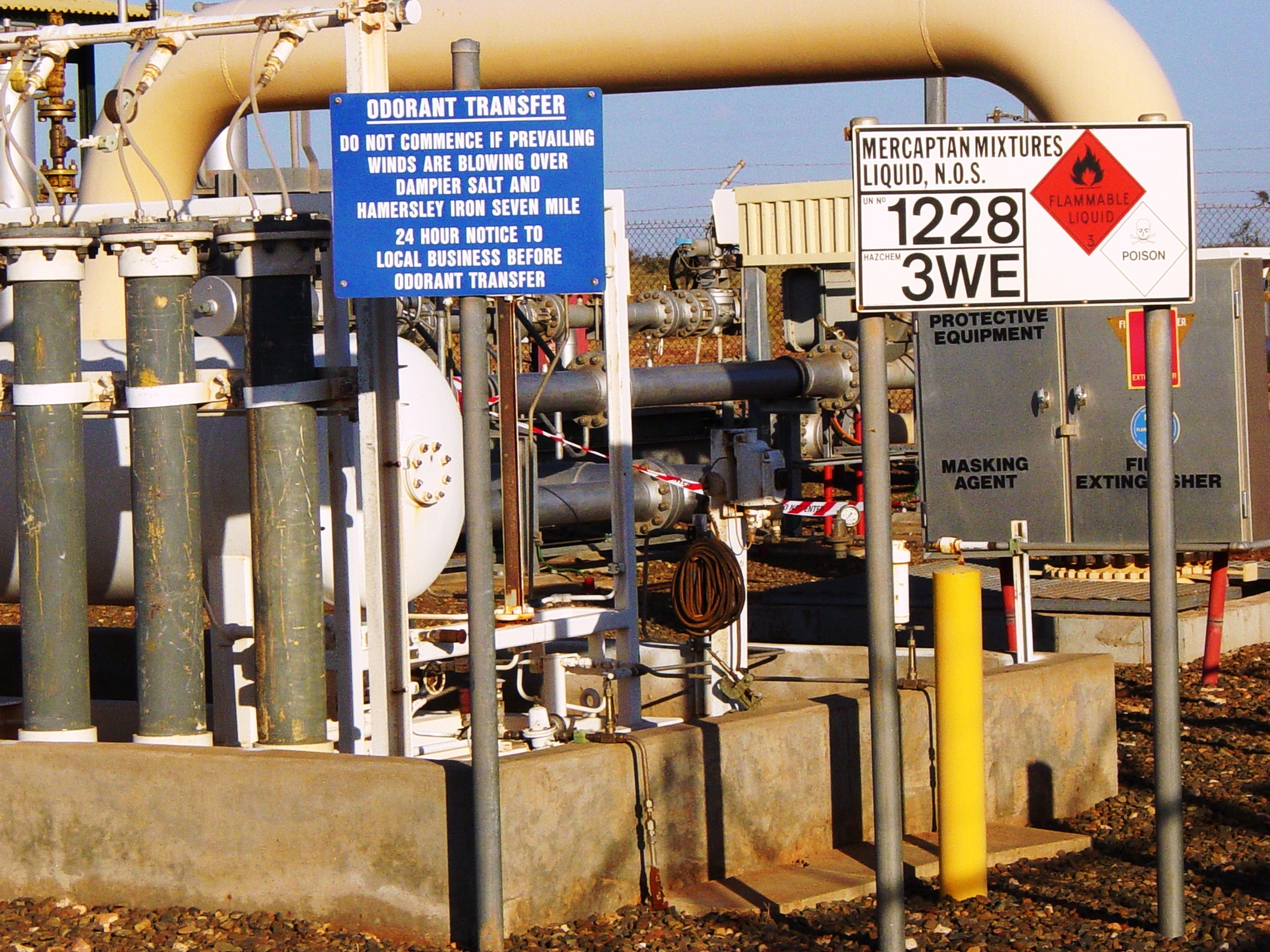
Producción de Gas natural. Tuberías de gas natural en una planta gasífera.

| Evolución histórica de la Extracción de Minas y Canteras en el Departamento de La Paz | Evolución histórica de la Extracción de Minas y Canteras en el Departamento de La Paz | Evolución histórica de la Extracción de Minas y Canteras en el Departamento de La Paz | Evolución histórica de la Extracción de Minas y Canteras en el Departamento de La Paz | Evolución histórica de la Extracción de Minas y Canteras en el Departamento de La Paz | Evolución histórica de la Extracción de Minas y Canteras en el Departamento de La Paz | Evolución histórica de la Extracción de Minas y Canteras en el Departamento de La Paz |
| Año                                                                                   | En Bolivianos                                                                         | Crecimiento %                                                                         | % del PIB                                                                             | Año                                                                                   | En Dólares                                                                            | Tipo de cambio                                                                        |
| ------------------------------------------------------------------------------------- | ------------------------------------------------------------------------------------- | ------------------------------------------------------------------------------------- | ------------------------------------------------------------------------------------- | ------------------------------------------------------------------------------------- | ------------------------------------------------------------------------------------- | ------------------------------------------------------------------------------------- |
| 1988                                                                                  | Bs 142.623.000                                                                        | Sin cambios                                                                           | 11,07                                                                                 | 1988                                                                                  | US$ 60.690.000                                                                        | 1 US$ = 2,35 Bs                                                                       |
| 1989                                                                                  | Bs 196.822.000                                                                        | 10,40 %                                                                               | 10,31                                                                                 | 1989                                                                                  | US$ 73.441.000                                                                        | 1 US$ = 2,68 Bs                                                                       |
| 1990                                                                                  | Bs 215.626.000                                                                        | 65,94 %                                                                               | 13,43                                                                                 | 1990                                                                                  | US$ 68.236.000                                                                        | 1 US$ = 3,16 Bs                                                                       |
| 1991                                                                                  | Bs 215.828.000                                                                        | - 23,63 %                                                                             | 8,55                                                                                  | 1991                                                                                  | US$ 60.456.000                                                                        | 1 US$ = 3,57 Bs                                                                       |
| 1992                                                                                  | Bs 245.200.000                                                                        | - 18,3 %                                                                              | 7,07                                                                                  | 1992                                                                                  | US$ 63.033.000                                                                        | 1 US$ = 3,89 Bs                                                                       |
| 1993                                                                                  | Bs 215.896.000                                                                        | 29,48 %                                                                               | 7,13                                                                                  | 1993                                                                                  | US$ 50.679.000                                                                        | 1 US$ = 4,26 Bs                                                                       |
| 1994                                                                                  | Bs 308.123.000                                                                        | 11,81 %                                                                               | 8,17                                                                                  | 1994                                                                                  | US$ 66.837.000                                                                        | 1 US$ = 4,61 Bs                                                                       |
| 1995                                                                                  | Bs 419.197.000                                                                        | 2,53 %                                                                                | 8,30                                                                                  | 1995                                                                                  | US$ 87.515.000                                                                        | 1 US$ = 4,79 Bs                                                                       |
| 1996                                                                                  | Bs 445.561.000                                                                        | - 10,71 %                                                                             | 7,71                                                                                  | 1996                                                                                  | US$ 87.881.000                                                                        | 1 US$ = 5,07 Bs                                                                       |
| 1997                                                                                  | Bs 259.820.000                                                                        | 18,43 %                                                                               | 8,74                                                                                  | 1997                                                                                  | US$ 49.583.000                                                                        | 1 US$ = 5,24 Bs                                                                       |
| 1998                                                                                  | Bs 191.869.000                                                                        | 36,97 %                                                                               | 9,37                                                                                  | 1998                                                                                  | US$ 34.885.000                                                                        | 1 US$ = 5,50 Bs                                                                       |
| 1999                                                                                  | Bs 179.315.000                                                                        | 16,37 %                                                                               | 9,96                                                                                  | 1999                                                                                  | US$ 30.916.000                                                                        | 1 US$ = 5,80 Bs                                                                       |
| 2000                                                                                  | Bs 193.860.000                                                                        | 5,20 %                                                                                | 9,83                                                                                  | 2000                                                                                  | US$ 31.419.000                                                                        | 1 US$ = 6,17 Bs                                                                       |
| 2001                                                                                  | Bs 205.350.000                                                                        | - 2,89 %                                                                              | 8,92                                                                                  | 2001                                                                                  | US$ 31.160.000                                                                        | 1 US$ = 6,59 Bs                                                                       |
| 2002                                                                                  | Bs 276.875.000                                                                        | - 7,44 %                                                                              | 9,04                                                                                  | 2002                                                                                  | US$ 38.723.000                                                                        | 1 US$ = 7,15 Bs                                                                       |
| 2003                                                                                  | Bs 404.404.000                                                                        | - 10,70 %                                                                             | 9,53                                                                                  | 2003                                                                                  | US$ 52.932.000                                                                        | 1 US$ = 7,64 Bs                                                                       |
| 2004                                                                                  | Bs 496.758.000                                                                        | - 11,61 %                                                                             | 8,36                                                                                  | 2004                                                                                  | US$ 62.721.000                                                                        | 1 US$ = 7,92 Bs                                                                       |
| 2005                                                                                  | Bs 538.839.000                                                                        | 2,59 %                                                                                | 8,56                                                                                  | 2005                                                                                  | US$ 67.019.000                                                                        | 1 US$ = 8,04 Bs                                                                       |
| 2006                                                                                  | Bs 890.340.000                                                                        | 3,06 %                                                                                | 13,79                                                                                 | 2006                                                                                  | US$ 111.851.000                                                                       | 1 US$ = 7,96 Bs                                                                       |
| 2007                                                                                  | Bs 1.033.691.000                                                                      | 2,52 %                                                                                | 13,54                                                                                 | 2007                                                                                  | US$ 132.694.000                                                                       | 1 US$ = 7,79 Bs                                                                       |
| 2008                                                                                  | Bs 1.763.417.000                                                                      | 28,21 %                                                                               | 17,72                                                                                 | 2008                                                                                  | US$ 245.601.000                                                                       | 1 US$ = 7,18 Bs                                                                       |
| 2009                                                                                  | Bs 1.808.192.000                                                                      | 1,72 %                                                                                | 11,43                                                                                 | 2009                                                                                  | US$ 259.797.000                                                                       | 1 US$ = 6,96 Bs                                                                       |
| 2010                                                                                  | Bs 2.309.890.000                                                                      | 1,77 %                                                                                | 12,84                                                                                 | 2010                                                                                  | US$ 331.880.000                                                                       | 1 US$ = 6,96 Bs                                                                       |
| 2011                                                                                  | Bs 3.048.648.000                                                                      | - 3,07 %                                                                              | 13,23                                                                                 | 2011                                                                                  | US$ 443.117.000                                                                       | 1 US$ = 6,88 Bs                                                                       |
| 2012                                                                                  | Bs 2.593.254.000                                                                      | - 13,14 %                                                                             | 9,55                                                                                  | 2012                                                                                  | US$ 378.025.000                                                                       | 1 US$ = 6,86 Bs                                                                       |
| 2013                                                                                  | Bs 2.481.414.000                                                                      | 0,10 %                                                                                | 9,04                                                                                  | 2013                                                                                  | US$ 361.722.000                                                                       | 1 US$ = 6,86 Bs                                                                       |
| 2014                                                                                  | Bs 2.754.355.000                                                                      | 2,11 %                                                                                | 8,50                                                                                  | 2014                                                                                  | US$ 401.509.000                                                                       | 1 US$ = 6,86 Bs                                                                       |
| 2015                                                                                  | Bs 2.679.518.000                                                                      | 2,98 %                                                                                | 7,60                                                                                  | 2015                                                                                  | US$ 390.600.000                                                                       | 1 US$ = 6,86 Bs                                                                       |
| 2016                                                                                  | Bs 2.918.730.000                                                                      | - 1,03 %                                                                              | 7,77                                                                                  | 2016                                                                                  | US$ 425.470.000                                                                       | 1 US$ = 6,86 Bs                                                                       |
| 2017                                                                                  | Bs 5.108.565.000                                                                      | 13,07 %                                                                               | 10,85                                                                                 | 2017                                                                                  | US$ 744.688.000                                                                       | 1 US$ = 6,86 Bs                                                                       |
| Fuente:Instituto Nacional de Estadística de Bolivia (INE) (2018)                      | Fuente:Instituto Nacional de Estadística de Bolivia (INE) (2018)                      | Fuente:Instituto Nacional de Estadística de Bolivia (INE) (2018)                      | Fuente:Instituto Nacional de Estadística de Bolivia (INE) (2018)                      | Fuente: Instituto Nacional de Estadística de Bolivia (INE) (2018)                     | Fuente: Instituto Nacional de Estadística de Bolivia (INE) (2018)                     | Fuente: Instituto Nacional de Estadística de Bolivia (INE) (2018)                     |

| División del Área de Extracción de Canteras y Minas en el Departamento de Pando en 2017 | División del Área de Extracción de Canteras y Minas en el Departamento de Pando en 2017 | División del Área de Extracción de Canteras y Minas en el Departamento de Pando en 2017 | División del Área de Extracción de Canteras y Minas en el Departamento de Pando en 2017 |
| Posición                                                                                | Actividad Económica                                                                     | Producción En Bolivianos                                                                | Producción En dólares                                                                   |
| --------------------------------------------------------------------------------------- | --------------------------------------------------------------------------------------- | --------------------------------------------------------------------------------------- | --------------------------------------------------------------------------------------- |
| 1.º                                                                                     | Minerales Metálicos y no Metálicos                                                      | Bs 252.817.000                                                                          | US$ 36.853.790                                                                          |
| 2.º                                                                                     | Petróleo Crudo y Gas Natural                                                            | Bs 0                                                                                    | US$ 0                                                                                   |
| Total                                                                                   | Extracción de Canteras y Minas                                                          | Bs 252.817.000                                                                          | US$ 36.853.790                                                                          |
| Fuente: Instituto Nacional de Estadística de Bolivia INE (2018)                         |                                                                                         |                                                                                         |                                                                                         |

| Departamentos de Bolivia por producción de                      | Departamentos de Bolivia por producción de | Departamentos de Bolivia por producción de | Departamentos de Bolivia por producción de | Departamentos de Bolivia por producción de |
| Posición                                                        | Departamento                               | Producción En Bolivianos                   | Producción En dólares                      | % de su PIB                                |
| --------------------------------------------------------------- | ------------------------------------------ | ------------------------------------------ | ------------------------------------------ | ------------------------------------------ |
| 1.º                                                             | Santa Cruz                                 | Bs                                         | US$                                        |                                            |
| 2.º                                                             | La Paz                                     | Bs                                         | US$                                        |                                            |
| 3.º                                                             | Cochabamba                                 | Bs                                         | US$                                        |                                            |
| 4.º                                                             | Chuquisaca                                 | Bs                                         | US$                                        |                                            |
| 5.º                                                             | Beni                                       | Bs                                         | US$                                        |                                            |
| 6.º                                                             | Potosí                                     | Bs                                         | US$                                        |                                            |
| 7.º                                                             | Tarija                                     | Bs                                         | US$                                        |                                            |
| 8.º                                                             | Oruro                                      | Bs                                         | US$                                        |                                            |
| 9.º                                                             | Pando                                      | Bs                                         | US$                                        |                                            |
| Total                                                           | Bolivia                                    | Bs                                         | US$                                        | 11,60                                      |
| Fuente: Instituto Nacional de Estadística de Bolivia INE (2018) |                                            |                                            |                                            |                                            |

#### Industrias Manufactureras

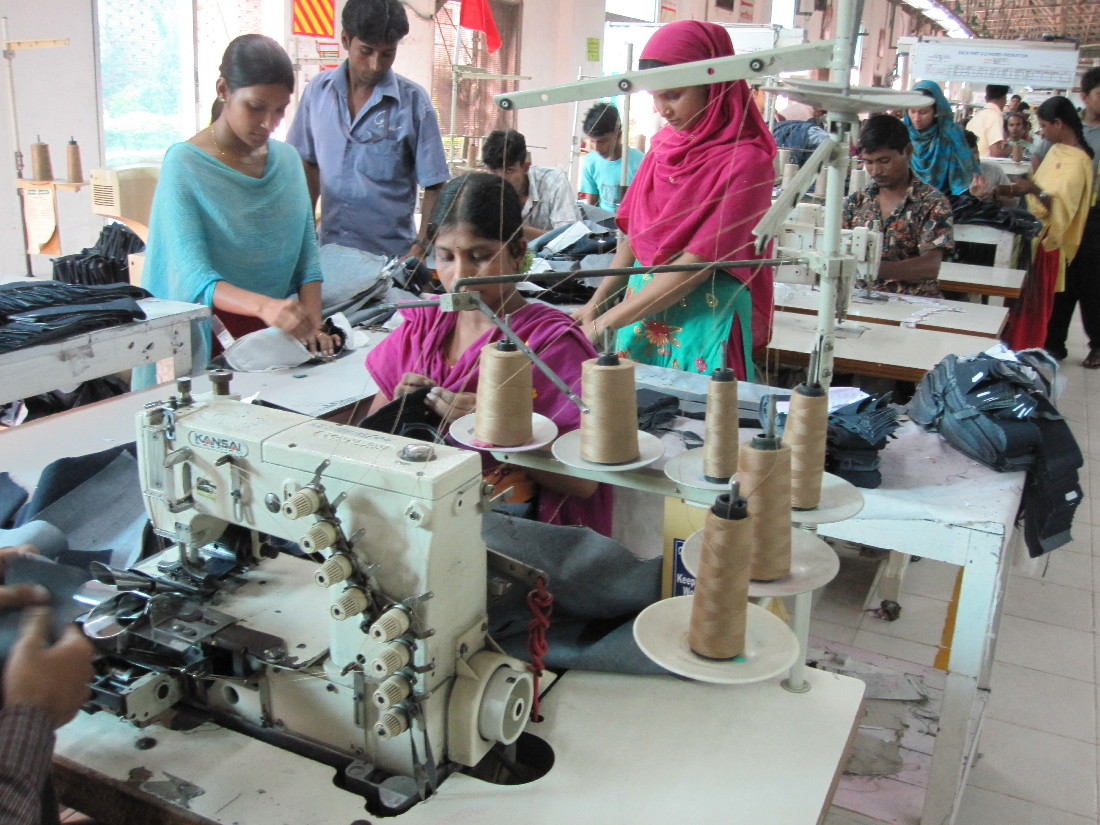
Textiles. Mujeres trabajando en fábrica de textiles.

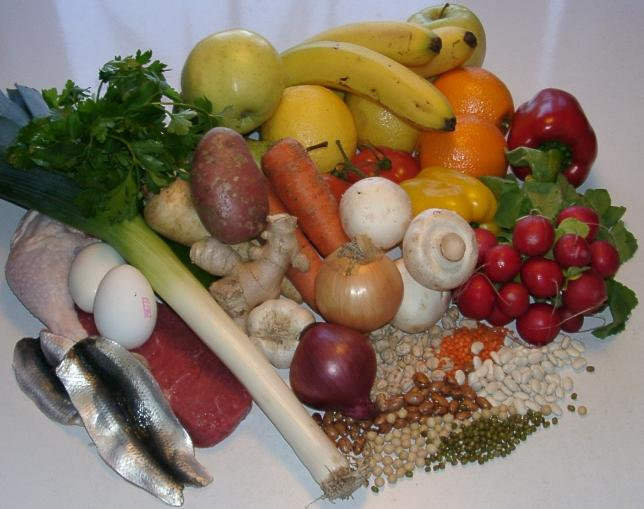
Alimentos. Gran variedad de Alimentos.

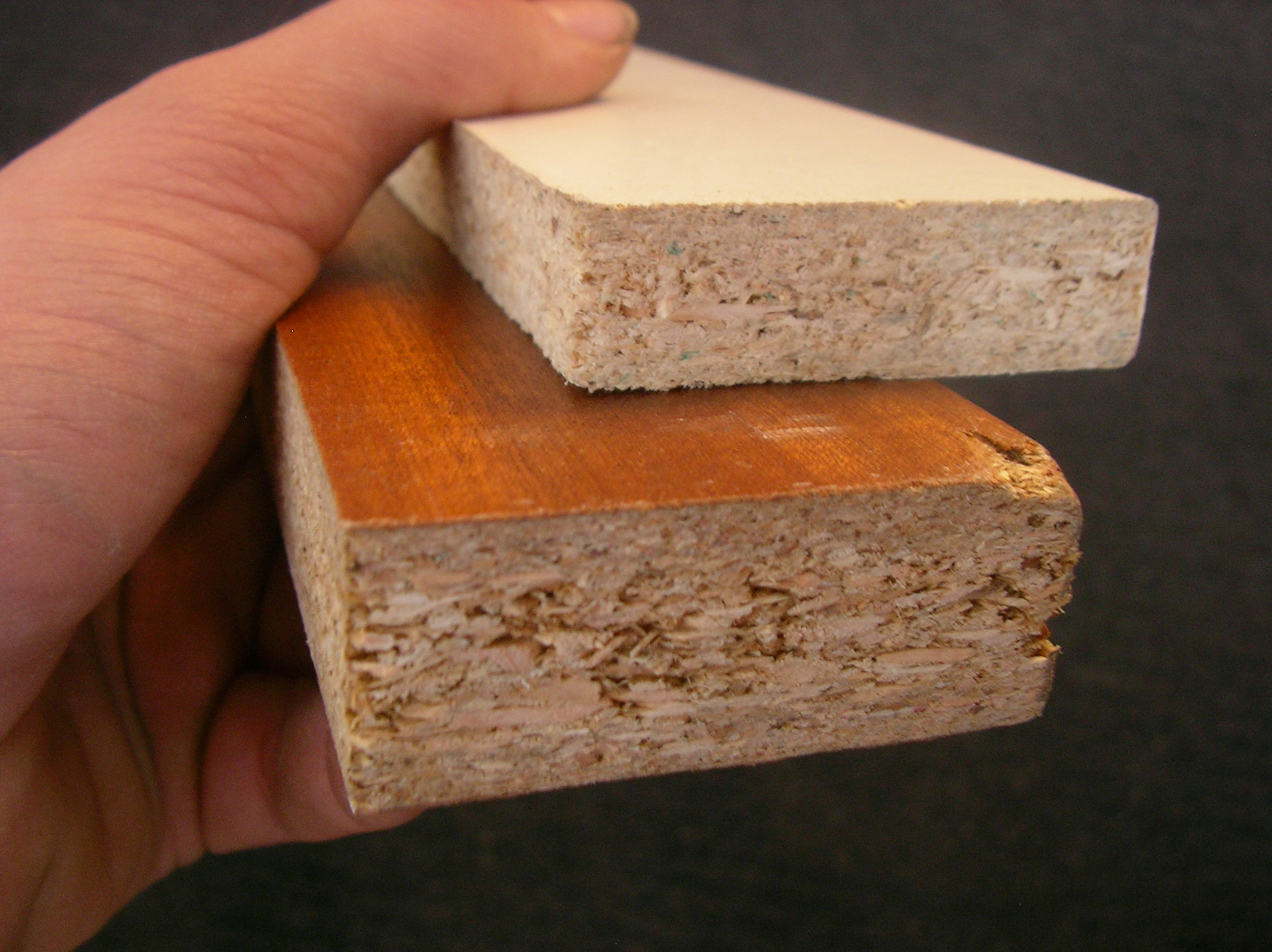
Industria de la Madera.

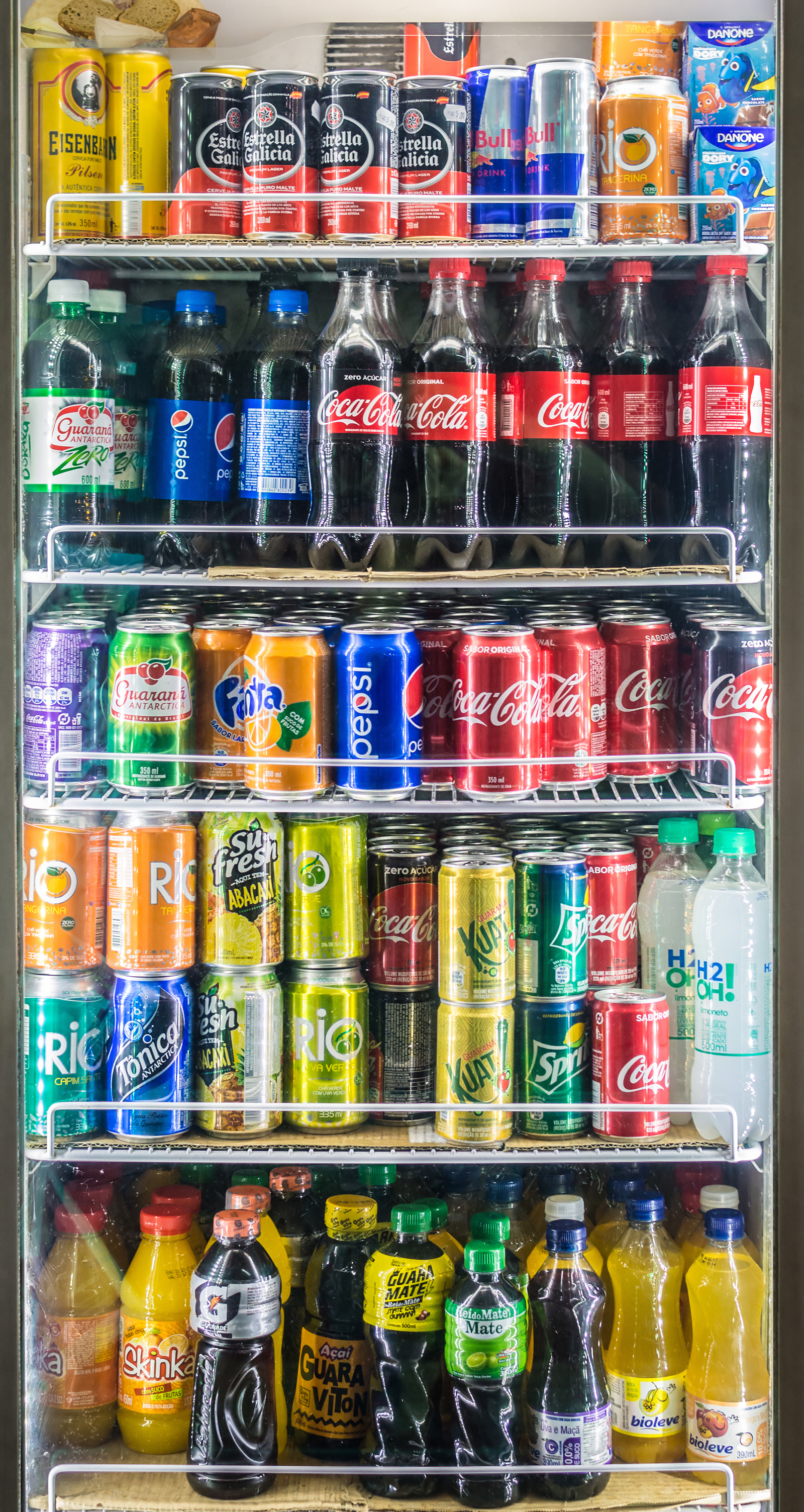
Bebidas. Industria de bebidas

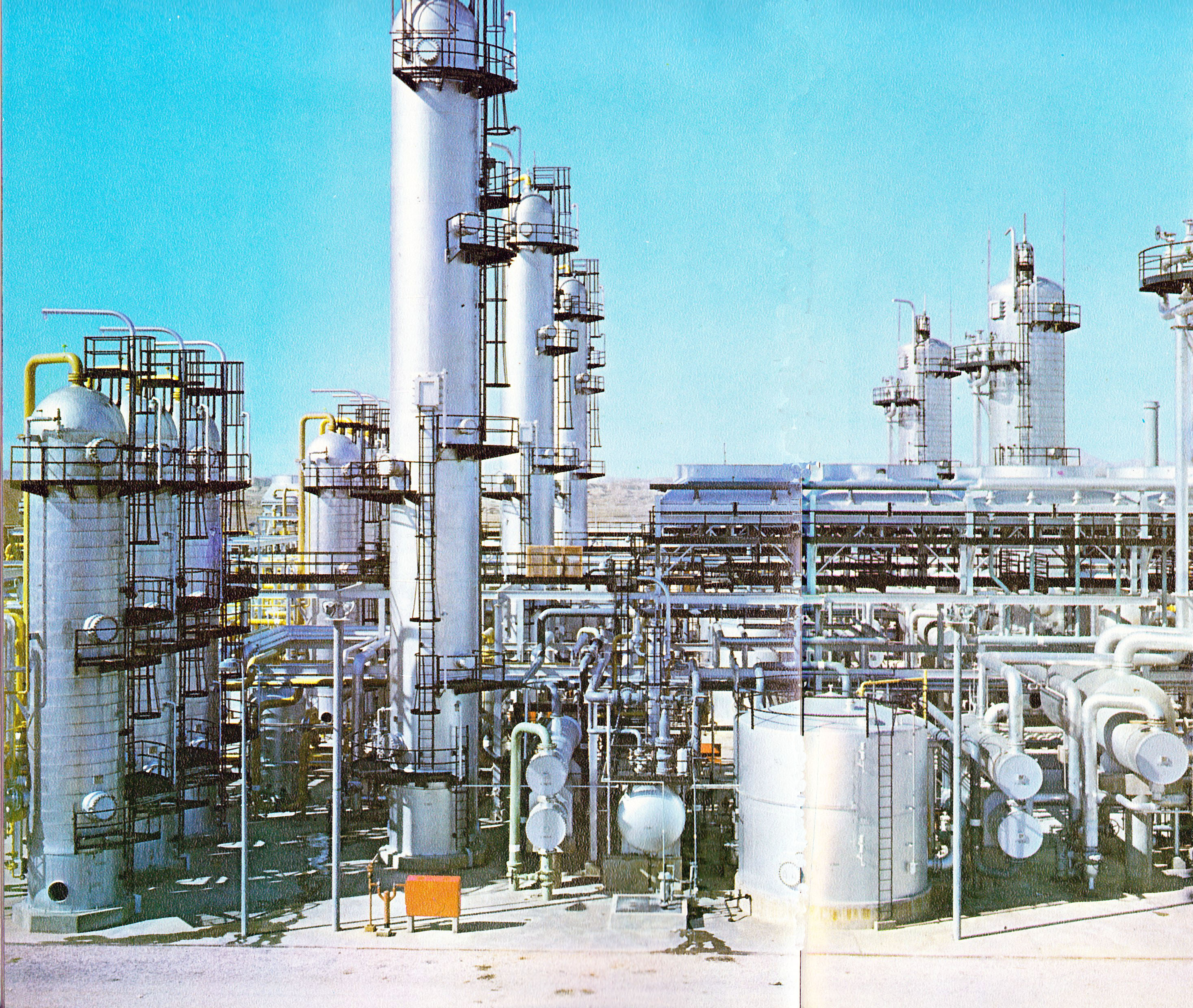
Refinación del petróleo. Vista de una Refinería de petróleo para la producción de gasolina, querosene, diésel, etc.

| Evolución histórica de las Industrias Manufactureras en el Departamento de La Paz | Evolución histórica de las Industrias Manufactureras en el Departamento de La Paz | Evolución histórica de las Industrias Manufactureras en el Departamento de La Paz | Evolución histórica de las Industrias Manufactureras en el Departamento de La Paz | Evolución histórica de las Industrias Manufactureras en el Departamento de La Paz | Evolución histórica de las Industrias Manufactureras en el Departamento de La Paz | Evolución histórica de las Industrias Manufactureras en el Departamento de La Paz |
| Año                                                                               | En Bolivianos                                                                     | Crecimiento %                                                                     | % del PIB                                                                         | Año                                                                               | En Dólares                                                                        | Tipo de cambio                                                                    |
| --------------------------------------------------------------------------------- | --------------------------------------------------------------------------------- | --------------------------------------------------------------------------------- | --------------------------------------------------------------------------------- | --------------------------------------------------------------------------------- | --------------------------------------------------------------------------------- | --------------------------------------------------------------------------------- |
| 1988                                                                              | Bs 481.135.000                                                                    | Sin cambios                                                                       | '                                                                                 | 1988                                                                              | US$ 204.738.000                                                                   | 1 US$ = 2,35 Bs                                                                   |
| 1989                                                                              | Bs 521.997.000                                                                    | '                                                                                 | '                                                                                 | 1989                                                                              | US$ 194.775.000                                                                   | 1 US$ = 2,68 Bs                                                                   |
| 1990                                                                              | Bs 654.865.000                                                                    | '                                                                                 | '                                                                                 | 1990                                                                              | US$ 207.235.000                                                                   | 1 US$ = 3,16 Bs                                                                   |
| 1991                                                                              | Bs 768.318.000                                                                    | '                                                                                 | '                                                                                 | 1991                                                                              | US$ 215.215.000                                                                   | 1 US$ = 3,57 Bs                                                                   |
| 1992                                                                              | Bs 831.184.000                                                                    | '                                                                                 | '                                                                                 | 1992                                                                              | US$ 213.671.000                                                                   | 1 US$ = 3,89 Bs                                                                   |
| 1993                                                                              | Bs 918.048.000                                                                    | '                                                                                 | '                                                                                 | 1993                                                                              | US$ 215.504.000                                                                   | 1 US$ = 4,26 Bs                                                                   |
| 1994                                                                              | Bs 1.061.582.000                                                                  | '                                                                                 | '                                                                                 | 1994                                                                              | US$ 230.278.000                                                                   | 1 US$ = 4,61 Bs                                                                   |
| 1995                                                                              | Bs 1.253.760.000                                                                  | '                                                                                 | '                                                                                 | 1995                                                                              | US$ 261.745.000                                                                   | 1 US$ = 4,79 Bs                                                                   |
| 1996                                                                              | Bs 1.424.298.000                                                                  | '                                                                                 | '                                                                                 | 1996                                                                              | US$ 280.926.000                                                                   | 1 US$ = 5,07 Bs                                                                   |
| 1997                                                                              | Bs 1.440.681.000                                                                  | '                                                                                 | '                                                                                 | 1997                                                                              | US$ 274.939.000                                                                   | 1 US$ = 5,24 Bs                                                                   |
| 1998                                                                              | Bs 1.547.151.000                                                                  | '                                                                                 | '                                                                                 | 1998                                                                              | US$ 281.300.000                                                                   | 1 US$ = 5,50 Bs                                                                   |
| 1999                                                                              | Bs 1.464.334.000                                                                  | '                                                                                 | '                                                                                 | 1999                                                                              | US$ 252.471.000                                                                   | 1 US$ = 5,80 Bs                                                                   |
| 2000                                                                              | Bs 1.501.123.000                                                                  | '                                                                                 | '                                                                                 | 2000                                                                              | US$ 243.293.000                                                                   | 1 US$ = 6,17 Bs                                                                   |
| 2001                                                                              | Bs 1.545.764.000                                                                  | '                                                                                 | '                                                                                 | 2001                                                                              | US$ 234.562.000                                                                   | 1 US$ = 6,59 Bs                                                                   |
| 2002                                                                              | Bs 1.637.095.000                                                                  | '                                                                                 | '                                                                                 | 2002                                                                              | US$ 228.964.000                                                                   | 1 US$ = 7,15 Bs                                                                   |
| 2003                                                                              | Bs 1.803.079.000                                                                  | '                                                                                 | '                                                                                 | 2003                                                                              | US$ 236.005.000                                                                   | 1 US$ = 7,64 Bs                                                                   |
| 2004                                                                              | Bs 1.857.100.000                                                                  | '                                                                                 | '                                                                                 | 2004                                                                              | US$ 234.482.000                                                                   | 1 US$ = 7,92 Bs                                                                   |
| 2005                                                                              | Bs 1.957.301.000                                                                  | '                                                                                 | '                                                                                 | 2005                                                                              | US$ 243.445.000                                                                   | 1 US$ = 8,04 Bs                                                                   |
| 2006                                                                              | Bs 2.328.578.000                                                                  | '                                                                                 | '                                                                                 | 2006                                                                              | US$ 292.534.000                                                                   | 1 US$ = 7,96 Bs                                                                   |
| 2007                                                                              | Bs 2.642.027.000                                                                  | '                                                                                 | '                                                                                 | 2007                                                                              | US$ 339.156.000                                                                   | 1 US$ = 7,79 Bs                                                                   |
| 2008                                                                              | Bs 2.917.402.000                                                                  | '                                                                                 | '                                                                                 | 2008                                                                              | US$ 406.323.000                                                                   | 1 US$ = 7,18 Bs                                                                   |
| 2009                                                                              | Bs 3.116.263.000                                                                  | '                                                                                 | '                                                                                 | 2009                                                                              | US$ 447.738.000                                                                   | 1 US$ = 6,96 Bs                                                                   |
| 2010                                                                              | Bs 3.393.345.000                                                                  | '                                                                                 | '                                                                                 | 2010                                                                              | US$ 487.549.000                                                                   | 1 US$ = 6,96 Bs                                                                   |
| 2011                                                                              | Bs 3.846.977.000                                                                  | '                                                                                 | '                                                                                 | 2011                                                                              | US$ 559.153.000                                                                   | 1 US$ = 6,88 Bs                                                                   |
| 2012                                                                              | Bs 4.383.290.000                                                                  | '                                                                                 | '                                                                                 | 2012                                                                              | US$ 638.963.000                                                                   | 1 US$ = 6,86 Bs                                                                   |
| 2013                                                                              | Bs 4.821.156.000                                                                  | '                                                                                 | '                                                                                 | 2013                                                                              | US$ 702.792.000                                                                   | 1 US$ = 6,86 Bs                                                                   |
| 2014                                                                              | Bs 5.035.078.000                                                                  | '                                                                                 | '                                                                                 | 2014                                                                              | US$ 733.976.000                                                                   | 1 US$ = 6,86 Bs                                                                   |
| 2015                                                                              | Bs 5.331.765.000                                                                  | '                                                                                 | '                                                                                 | 2015                                                                              | US$ 777.225.000                                                                   | 1 US$ = 6,86 Bs                                                                   |
| 2016                                                                              | Bs 6.056.846.000                                                                  | '                                                                                 | '                                                                                 | 2016                                                                              | US$ 882.922.000                                                                   | 1 US$ = 6,86 Bs                                                                   |
| 2017                                                                              | Bs 6.290.599.000                                                                  | '                                                                                 | '                                                                                 | 2017                                                                              | US$ 916.996.000                                                                   | 1 US$ = 6,86 Bs                                                                   |
| Fuente:Instituto Nacional de Estadística de Bolivia (INE) (2018)                  | Fuente:Instituto Nacional de Estadística de Bolivia (INE) (2018)                  | Fuente:Instituto Nacional de Estadística de Bolivia (INE) (2018)                  | Fuente:Instituto Nacional de Estadística de Bolivia (INE) (2018)                  | Fuente: Instituto Nacional de Estadística de Bolivia (INE) (2018)                 | Fuente: Instituto Nacional de Estadística de Bolivia (INE) (2018)                 | Fuente: Instituto Nacional de Estadística de Bolivia (INE) (2018)                 |

| División del Área de Industrias Manufactureras en el Departamento de Pando en 2017 | División del Área de Industrias Manufactureras en el Departamento de Pando en 2017 | División del Área de Industrias Manufactureras en el Departamento de Pando en 2017 | División del Área de Industrias Manufactureras en el Departamento de Pando en 2017 |
| Posición                                                                           | Actividad Económica                                                                | Producción En Bolivianos                                                           | Producción En dólares                                                              |
| ---------------------------------------------------------------------------------- | ---------------------------------------------------------------------------------- | ---------------------------------------------------------------------------------- | ---------------------------------------------------------------------------------- |
| 1.º                                                                                | Textiles, Prendas de Vestir y Productos del Cuero                                  | Bs 54.885.000                                                                      | US$ 8.000.728                                                                      |
| 2.º                                                                                | Alimentos                                                                          | Bs 27.336.000                                                                      | US$ 3.984.839                                                                      |
| 3.º                                                                                | Madera y Productos de Madera                                                       | Bs 19.007.000                                                                      | US$ 2.770.699                                                                      |
| 4.º                                                                                | Otras Industrias Manufactureras                                                    | Bs 17.840.000                                                                      | US$ 2.600.583                                                                      |
| 5.º                                                                                | Productos de Minerales no Metálicos                                                | Bs 7.660.000                                                                       | US$ 1.116.618                                                                      |
| 6.º                                                                                | Bebidas y Tabaco                                                                   | Bs 68.000                                                                          | US$ 9.912                                                                          |
| 7.º                                                                                | Productos de Refinación del Petróleo                                               | Bs 0                                                                               | US$ 0                                                                              |
| Total                                                                              | Industrias Manufactureras                                                          | Bs 126.866.000                                                                     | US$ 18.493.586                                                                     |
| Fuente: Instituto Nacional de Estadística de Bolivia INE (2018)                    |                                                                                    |                                                                                    |                                                                                    |

| Departamentos de Bolivia por producción de                      | Departamentos de Bolivia por producción de | Departamentos de Bolivia por producción de | Departamentos de Bolivia por producción de | Departamentos de Bolivia por producción de |
| Posición                                                        | Departamento                               | Producción En Bolivianos                   | Producción En dólares                      | % de su PIB                                |
| --------------------------------------------------------------- | ------------------------------------------ | ------------------------------------------ | ------------------------------------------ | ------------------------------------------ |
| 1.º                                                             | Santa Cruz                                 | Bs                                         | US$                                        |                                            |
| 2.º                                                             | La Paz                                     | Bs                                         | US$                                        |                                            |
| 3.º                                                             | Cochabamba                                 | Bs                                         | US$                                        |                                            |
| 4.º                                                             | Chuquisaca                                 | Bs                                         | US$                                        |                                            |
| 5.º                                                             | Beni                                       | Bs                                         | US$                                        |                                            |
| 6.º                                                             | Potosí                                     | Bs                                         | US$                                        |                                            |
| 7.º                                                             | Tarija                                     | Bs                                         | US$                                        |                                            |
| 8.º                                                             | Oruro                                      | Bs                                         | US$                                        |                                            |
| 9.º                                                             | Pando                                      | Bs                                         | US$                                        |                                            |
| Total                                                           | Bolivia                                    | Bs                                         | US$                                        | 11,60                                      |
| Fuente: Instituto Nacional de Estadística de Bolivia INE (2018) |                                            |                                            |                                            |                                            |

#### Electricidad, Gas y Agua
| Evolución histórica de las Electricidad, Gas y Agua en el Departamento de La Paz | Evolución histórica de las Electricidad, Gas y Agua en el Departamento de La Paz | Evolución histórica de las Electricidad, Gas y Agua en el Departamento de La Paz | Evolución histórica de las Electricidad, Gas y Agua en el Departamento de La Paz | Evolución histórica de las Electricidad, Gas y Agua en el Departamento de La Paz | Evolución histórica de las Electricidad, Gas y Agua en el Departamento de La Paz | Evolución histórica de las Electricidad, Gas y Agua en el Departamento de La Paz |
| Año                                                                              | En Bolivianos                                                                    | Crecimiento %                                                                    | % del PIB                                                                        | Año                                                                              | En Dólares                                                                       | Tipo de cambio                                                                   |
| -------------------------------------------------------------------------------- | -------------------------------------------------------------------------------- | -------------------------------------------------------------------------------- | -------------------------------------------------------------------------------- | -------------------------------------------------------------------------------- | -------------------------------------------------------------------------------- | -------------------------------------------------------------------------------- |
| 1988                                                                             | Bs 31.509.000                                                                    | Sin cambios                                                                      | '                                                                                | 1988                                                                             | US$ 13.408.000                                                                   | 1 US$ = 2,35 Bs                                                                  |
| 1989                                                                             | Bs 51.780.000                                                                    | '                                                                                | '                                                                                | 1989                                                                             | US$ 19.320.000                                                                   | 1 US$ = 2,68 Bs                                                                  |
| 1990                                                                             | Bs 71.086.000                                                                    | '                                                                                | '                                                                                | 1990                                                                             | US$ 22.495.000                                                                   | 1 US$ = 3,16 Bs                                                                  |
| 1991                                                                             | Bs 107.624.000                                                                   | '                                                                                | '                                                                                | 1991                                                                             | US$ 30.146.000                                                                   | 1 US$ = 3,57 Bs                                                                  |
| 1992                                                                             | Bs 156.823.000                                                                   | '                                                                                | '                                                                                | 1992                                                                             | US$ 40.314.000                                                                   | 1 US$ = 3,89 Bs                                                                  |
| 1993                                                                             | Bs 217.157.000                                                                   | '                                                                                | '                                                                                | 1993                                                                             | US$ 50.975.000                                                                   | 1 US$ = 4,26 Bs                                                                  |
| 1994                                                                             | Bs 295.401.000                                                                   | '                                                                                | '                                                                                | 1994                                                                             | US$ 64.078.000                                                                   | 1 US$ = 4,61 Bs                                                                  |
| 1995                                                                             | Bs 393.593.000                                                                   | '                                                                                | '                                                                                | 1995                                                                             | US$ 82.169.000                                                                   | 1 US$ = 4,79 Bs                                                                  |
| 1996                                                                             | Bs 348.265.000                                                                   | '                                                                                | '                                                                                | 1996                                                                             | US$ 68.691.000                                                                   | 1 US$ = 5,07 Bs                                                                  |
| 1997                                                                             | Bs 369.782.000                                                                   | '                                                                                | '                                                                                | 1997                                                                             | US$ 70.569.000                                                                   | 1 US$ = 5,24 Bs                                                                  |
| 1998                                                                             | Bs 412.094.000                                                                   | '                                                                                | '                                                                                | 1998                                                                             | US$ 74.926.000                                                                   | 1 US$ = 5,50 Bs                                                                  |
| 1999                                                                             | Bs 421.700.000                                                                   | '                                                                                | '                                                                                | 1999                                                                             | US$ 72.706.000                                                                   | 1 US$ = 5,80 Bs                                                                  |
| 2000                                                                             | Bs 466.279.000                                                                   | '                                                                                | '                                                                                | 2000                                                                             | US$ 75.571.000                                                                   | 1 US$ = 6,17 Bs                                                                  |
| 2001                                                                             | Bs 494.629.000                                                                   | '                                                                                | '                                                                                | 2001                                                                             | US$ 75.057.000                                                                   | 1 US$ = 6,59 Bs                                                                  |
| 2002                                                                             | Bs 498.177.000                                                                   | '                                                                                | '                                                                                | 2002                                                                             | US$ 69.675.000                                                                   | 1 US$ = 7,15 Bs                                                                  |
| 2003                                                                             | Bs 551.397.000                                                                   | '                                                                                | '                                                                                | 2003                                                                             | US$ 72.172.000                                                                   | 1 US$ = 7,64 Bs                                                                  |
| 2004                                                                             | Bs 573.204.000                                                                   | '                                                                                | '                                                                                | 2004                                                                             | US$ 72.374.000                                                                   | 1 US$ = 7,92 Bs                                                                  |
| 2005                                                                             | Bs 587.870.000                                                                   | '                                                                                | '                                                                                | 2005                                                                             | US$ 73.118.000                                                                   | 1 US$ = 8,04 Bs                                                                  |
| 2006                                                                             | Bs 625.888.000                                                                   | '                                                                                | '                                                                                | 2006                                                                             | US$ 78.629.000                                                                   | 1 US$ = 7,96 Bs                                                                  |
| 2007                                                                             | Bs 663.805.000                                                                   | '                                                                                | '                                                                                | 2007                                                                             | US$ 85.212.000                                                                   | 1 US$ = 7,79 Bs                                                                  |
| 2008                                                                             | Bs 717.955.000                                                                   | '                                                                                | '                                                                                | 2008                                                                             | US$ 99.993.000                                                                   | 1 US$ = 7,18 Bs                                                                  |
| 2009                                                                             | Bs 782.760.000                                                                   | '                                                                                | '                                                                                | 2009                                                                             | US$ 112.465.000                                                                  | 1 US$ = 6,96 Bs                                                                  |
| 2010                                                                             | Bs 895.248.000                                                                   | '                                                                                | '                                                                                | 2010                                                                             | US$ 128.627.000                                                                  | 1 US$ = 6,96 Bs                                                                  |
| 2011                                                                             | Bs 978.891.000                                                                   | '                                                                                | '                                                                                | 2011                                                                             | US$ 142.280.000                                                                  | 1 US$ = 6,88 Bs                                                                  |
| 2012                                                                             | Bs 1.037.733.000                                                                 | '                                                                                | '                                                                                | 2012                                                                             | US$ 151.273.000                                                                  | 1 US$ = 6,86 Bs                                                                  |
| 2013                                                                             | Bs 1.157.028.000                                                                 | '                                                                                | '                                                                                | 2013                                                                             | US$ 168.662.000                                                                  | 1 US$ = 6,86 Bs                                                                  |
| 2014                                                                             | Bs 1.266.415.000                                                                 | '                                                                                | '                                                                                | 2014                                                                             | US$ 184.608.000                                                                  | 1 US$ = 6,86 Bs                                                                  |
| 2015                                                                             | Bs 1.381.047.000                                                                 | '                                                                                | '                                                                                | 2015                                                                             | US$ 201.318.000                                                                  | 1 US$ = 6,86 Bs                                                                  |
| 2016                                                                             | Bs 1.517.213.000                                                                 | '                                                                                | '                                                                                | 2016                                                                             | US$ 221.168.000                                                                  | 1 US$ = 6,86 Bs                                                                  |
| 2017                                                                             | Bs 1.627.155.000                                                                 | '                                                                                | '                                                                                | 2017                                                                             | US$ 237.194.000                                                                  | 1 US$ = 6,86 Bs                                                                  |
| Fuente:Instituto Nacional de Estadística de Bolivia (INE) (2018)                 | Fuente:Instituto Nacional de Estadística de Bolivia (INE) (2018)                 | Fuente:Instituto Nacional de Estadística de Bolivia (INE) (2018)                 | Fuente:Instituto Nacional de Estadística de Bolivia (INE) (2018)                 | Fuente: Instituto Nacional de Estadística de Bolivia (INE) (2018)                | Fuente: Instituto Nacional de Estadística de Bolivia (INE) (2018)                | Fuente: Instituto Nacional de Estadística de Bolivia (INE) (2018)                |

| Departamentos de Bolivia por producción de                      | Departamentos de Bolivia por producción de | Departamentos de Bolivia por producción de | Departamentos de Bolivia por producción de | Departamentos de Bolivia por producción de |
| Posición                                                        | Departamento                               | Producción En Bolivianos                   | Producción En dólares                      | % de su PIB                                |
| --------------------------------------------------------------- | ------------------------------------------ | ------------------------------------------ | ------------------------------------------ | ------------------------------------------ |
| 1.º                                                             | Santa Cruz                                 | Bs                                         | US$                                        |                                            |
| 2.º                                                             | La Paz                                     | Bs                                         | US$                                        |                                            |
| 3.º                                                             | Cochabamba                                 | Bs                                         | US$                                        |                                            |
| 4.º                                                             | Chuquisaca                                 | Bs                                         | US$                                        |                                            |
| 5.º                                                             | Beni                                       | Bs                                         | US$                                        |                                            |
| 6.º                                                             | Potosí                                     | Bs                                         | US$                                        |                                            |
| 7.º                                                             | Tarija                                     | Bs                                         | US$                                        |                                            |
| 8.º                                                             | Oruro                                      | Bs                                         | US$                                        |                                            |
| 9.º                                                             | Pando                                      | Bs                                         | US$                                        |                                            |
| Total                                                           | Bolivia                                    | Bs                                         | US$                                        | '                                          |
| Fuente: Instituto Nacional de Estadística de Bolivia INE (2018) |                                            |                                            |                                            |                                            |

#### Construcción
| Evolución histórica de las Construcción en el Departamento de La Paz | Evolución histórica de las Construcción en el Departamento de La Paz | Evolución histórica de las Construcción en el Departamento de La Paz | Evolución histórica de las Construcción en el Departamento de La Paz | Evolución histórica de las Construcción en el Departamento de La Paz | Evolución histórica de las Construcción en el Departamento de La Paz | Evolución histórica de las Construcción en el Departamento de La Paz |
| Año                                                                  | En Bolivianos                                                        | Crecimiento %                                                        | % del PIB                                                            | Año                                                                  | En Dólares                                                           | Tipo de cambio                                                       |
| -------------------------------------------------------------------- | -------------------------------------------------------------------- | -------------------------------------------------------------------- | -------------------------------------------------------------------- | -------------------------------------------------------------------- | -------------------------------------------------------------------- | -------------------------------------------------------------------- |
| 1988                                                                 | Bs 101.121.000                                                       | Sin cambios                                                          | '                                                                    | 1988                                                                 | US$ 43.030.000                                                       | 1 US$ = 2,35 Bs                                                      |
| 1989                                                                 | Bs 112.891.000                                                       | '                                                                    | '                                                                    | 1989                                                                 | US$ 42.123.000                                                       | 1 US$ = 2,68 Bs                                                      |
| 1990                                                                 | Bs 123.890.000                                                       | '                                                                    | '                                                                    | 1990                                                                 | US$ 39.205.000                                                       | 1 US$ = 3,16 Bs                                                      |
| 1991                                                                 | Bs 143.509.000                                                       | '                                                                    | '                                                                    | 1991                                                                 | US$ 40.198.000                                                       | 1 US$ = 3,57 Bs                                                      |
| 1992                                                                 | Bs 171.253.000                                                       | '                                                                    | '                                                                    | 1992                                                                 | US$ 44.023.000                                                       | 1 US$ = 3,89 Bs                                                      |
| 1993                                                                 | Bs 210.130.000                                                       | '                                                                    | '                                                                    | 1993                                                                 | US$ 49.326.000                                                       | 1 US$ = 4,26 Bs                                                      |
| 1994                                                                 | Bs 265.182.000                                                       | '                                                                    | '                                                                    | 1994                                                                 | US$ 57.523.000                                                       | 1 US$ = 4,61 Bs                                                      |
| 1995                                                                 | Bs 293.509.000                                                       | '                                                                    | '                                                                    | 1995                                                                 | US$ 61.275.000                                                       | 1 US$ = 4,79 Bs                                                      |
| 1996                                                                 | Bs 308.990.000                                                       | '                                                                    | '                                                                    | 1996                                                                 | US$ 60.944.000                                                       | 1 US$ = 5,07 Bs                                                      |
| 1997                                                                 | Bs 331.131.000                                                       | '                                                                    | '                                                                    | 1997                                                                 | US$ 63.192.000                                                       | 1 US$ = 5,24 Bs                                                      |
| 1998                                                                 | Bs 348.739.000                                                       | '                                                                    | '                                                                    | 1998                                                                 | US$ 63.407.000                                                       | 1 US$ = 5,50 Bs                                                      |
| 1999                                                                 | Bs 441.463.000                                                       | '                                                                    | '                                                                    | 1999                                                                 | US$ 76.114.000                                                       | 1 US$ = 5,80 Bs                                                      |
| 2000                                                                 | Bs 387.021.000                                                       | '                                                                    | '                                                                    | 2000                                                                 | US$ 62.726.000                                                       | 1 US$ = 6,17 Bs                                                      |
| 2001                                                                 | Bs 388.493.000                                                       | '                                                                    | '                                                                    | 2001                                                                 | US$ 58.951.000                                                       | 1 US$ = 6,59 Bs                                                      |
| 2002                                                                 | Bs 324.777.000                                                       | '                                                                    | '                                                                    | 2002                                                                 | US$ 45.423.000                                                       | 1 US$ = 7,15 Bs                                                      |
| 2003                                                                 | Bs 276.667.000                                                       | '                                                                    | '                                                                    | 2003                                                                 | US$ 36.212.000                                                       | 1 US$ = 7,64 Bs                                                      |
| 2004                                                                 | Bs 340.450.000                                                       | '                                                                    | '                                                                    | 2004                                                                 | US$ 42.986.000                                                       | 1 US$ = 7,92 Bs                                                      |
| 2005                                                                 | Bs 369.523.000                                                       | '                                                                    | '                                                                    | 2005                                                                 | US$ 45.960.000                                                       | 1 US$ = 8,04 Bs                                                      |
| 2006                                                                 | Bs 369.933.000                                                       | '                                                                    | '                                                                    | 2006                                                                 | US$ 46.473.000                                                       | 1 US$ = 7,96 Bs                                                      |
| 2007                                                                 | Bs 460.599.000                                                       | '                                                                    | '                                                                    | 2007                                                                 | US$ 59.126.000                                                       | 1 US$ = 7,79 Bs                                                      |
| 2008                                                                 | Bs 614.987.000                                                       | '                                                                    | '                                                                    | 2008                                                                 | US$ 85.652.000                                                       | 1 US$ = 7,18 Bs                                                      |
| 2009                                                                 | Bs 584.502.000                                                       | '                                                                    | '                                                                    | 2009                                                                 | US$ 83.980.000                                                       | 1 US$ = 6,96 Bs                                                      |
| 2010                                                                 | Bs 722.838.000                                                       | '                                                                    | '                                                                    | 2010                                                                 | US$ 103.856.000                                                      | 1 US$ = 6,96 Bs                                                      |
| 2011                                                                 | Bs 806.309.000                                                       | '                                                                    | '                                                                    | 2011                                                                 | US$ 117.196.000                                                      | 1 US$ = 6,88 Bs                                                      |
| 2012                                                                 | Bs 925.661.000                                                       | '                                                                    | '                                                                    | 2012                                                                 | US$ 134.936.000                                                      | 1 US$ = 6,86 Bs                                                      |
| 2013                                                                 | Bs 1.008.872.000                                                     | '                                                                    | '                                                                    | 2013                                                                 | US$ 147.065.000                                                      | 1 US$ = 6,86 Bs                                                      |
| 2014                                                                 | Bs 1.054.644.000                                                     | '                                                                    | '                                                                    | 2014                                                                 | US$ 153.738.000                                                      | 1 US$ = 6,86 Bs                                                      |
| 2015                                                                 | Bs 1.140.106.000                                                     | '                                                                    | '                                                                    | 2015                                                                 | US$ 166.196.000                                                      | 1 US$ = 6,86 Bs                                                      |
| 2016                                                                 | Bs 1.256.600.000                                                     | '                                                                    | '                                                                    | 2016                                                                 | US$ 183.177.000                                                      | 1 US$ = 6,86 Bs                                                      |
| 2017                                                                 | Bs 1.319.526.000                                                     | '                                                                    | '                                                                    | 2017                                                                 | US$ 192.350.000                                                      | 1 US$ = 6,86 Bs                                                      |
| Fuente:Instituto Nacional de Estadística de Bolivia (INE) (2018)     | Fuente:Instituto Nacional de Estadística de Bolivia (INE) (2018)     | Fuente:Instituto Nacional de Estadística de Bolivia (INE) (2018)     | Fuente:Instituto Nacional de Estadística de Bolivia (INE) (2018)     | Fuente: Instituto Nacional de Estadística de Bolivia (INE) (2018)    | Fuente: Instituto Nacional de Estadística de Bolivia (INE) (2018)    | Fuente: Instituto Nacional de Estadística de Bolivia (INE) (2018)    |

| Departamentos de Bolivia por producción de                      | Departamentos de Bolivia por producción de | Departamentos de Bolivia por producción de | Departamentos de Bolivia por producción de | Departamentos de Bolivia por producción de |
| Posición                                                        | Departamento                               | Producción En Bolivianos                   | Producción En dólares                      | % de su PIB                                |
| --------------------------------------------------------------- | ------------------------------------------ | ------------------------------------------ | ------------------------------------------ | ------------------------------------------ |
| 1.º                                                             | Santa Cruz                                 | Bs                                         | US$                                        |                                            |
| 2.º                                                             | La Paz                                     | Bs                                         | US$                                        |                                            |
| 3.º                                                             | Cochabamba                                 | Bs                                         | US$                                        |                                            |
| 4.º                                                             | Chuquisaca                                 | Bs                                         | US$                                        |                                            |
| 5.º                                                             | Beni                                       | Bs                                         | US$                                        |                                            |
| 6.º                                                             | Potosí                                     | Bs                                         | US$                                        |                                            |
| 7.º                                                             | Tarija                                     | Bs                                         | US$                                        |                                            |
| 8.º                                                             | Oruro                                      | Bs                                         | US$                                        |                                            |
| 9.º                                                             | Pando                                      | Bs                                         | US$                                        |                                            |
| Total                                                           | Bolivia                                    | Bs                                         | US$                                        | '                                          |
| Fuente: Instituto Nacional de Estadística de Bolivia INE (2018) |                                            |                                            |                                            |                                            |